# Корнилов, Лавр Георгиевич
Лавр Гео́ргиевич Корни́лов (18 [30] августа 1870, Усть-Каменогорск, Семипалатинская область — 13 апреля 1918, Екатеринодар, Кубанская советская республика) — русский военачальник, генерал от инфантерии. Военный разведчик, военный атташе, путешественник-исследователь (1898—1904, 1907—1911, всего 10 лет). Герой русско-японской и Первой мировой войн. Верховный главнокомандующий русской армией (июль — август 1917 года).
Кавалер ордена Святого Георгия 3-й и 4-й степени, а также Золотого оружия «За храбрость».
В годы Гражданской войны — один из главных руководителей Белого движения на Юге России, первый командующий Добровольческой армии. Погиб в бою.

## Родители и происхождение
Родился 18 (30) августа 1870 года в Усть-Каменогорске в семье потомственного казака Георгия Николаевича Корнилова — сына толмача из Каркаралинской станицы Сибирского казачьего войска. Георгий Корнилов, как и его отец, служил переводчиком в звании младшего урядника 7-го Сибирского казачьего полка, расквартированного в Кокпектах. 13 февраля 1859 года он женился на дочери местного потомственного казака Прасковье Ильиничне Хлыновской, о чём имеется запись в метрической книге за 1859 год.
Уже многие годы в средствах массовой информации преобладает ошибочная точка зрения, что матерью Л. Г. Корнилова была казашка, а сам Л. Г. Корнилов якобы с детства исповедовал ислам. Особенно поддерживают эту точку зрения в Казахстане, где нашлись даже «родственники» генерала. На самом же деле среди предков Хлыновских были поляки и алтайские калмыки. Именно благодаря пращурам калмыкам у Лавра Георгиевича явно восточный тип лица. Приверженцы казахского происхождения Лавра Корнилова игнорировали или не знали о воспоминаниях его сестры Анны, опубликованных в еженедельном журнале «Иртыш», печатном органе Сибирского казачьего войска, в 1919 году, где она рассказывает о своей семье и родителях, а также объясняет «восточный тип лица» своего брата калмыцкими корнями.

## Детство
Лавр был четвёртым ребёнком в семье. В 1873 году Корнилов-старший переводится в родной Каркаралы. Несмотря на то, что его отец Георгий Николаевич через 2 года после получения первого офицерского чина подхорунжего оставил военную службу и перешёл в гражданское ведомство, получив чин коллежского секретаря, все его сыновья (за исключением страдавшего тяжёлыми припадками Автонома) обучались в 1-м Сибирском императора Александра I кадетском корпусе — Александр всю жизнь прослужил поручиком, Андрея исключили из корпуса. Любимый Лавром младший брат Яков, будучи кадетом, скончался от воспаления лёгких в юном возрасте. И только младший брат Пётр дослужился до полковника и погиб в 1918 году в Ташкенте. У Лавра были и сёстры — Вера и Анна.
Лавр хотел учиться, и летом 1883 года мать Прасковья Ильинична привезла 13-летнего сына в Омск, для поступления в корпус. Семья Корниловых в это время уже 2 года проживала в богатом казачьем городе Зайсане.

## В кадетском корпусе
Летом 1883 года юный Корнилов был зачислен в Сибирский кадетский корпус в городе Омске. Поначалу он был принят лишь «приходящим»: вступительные экзамены им были сданы успешно по всем предметам, кроме французского, так как в казахской степи не было соответствующих репетиторов. Однако новый воспитанник после года обучения своей настойчивостью и отличными аттестациями (средний балл 11 из 12) добился перевода на «казённый кошт». В тот же корпус зачислили и его брата Якова.

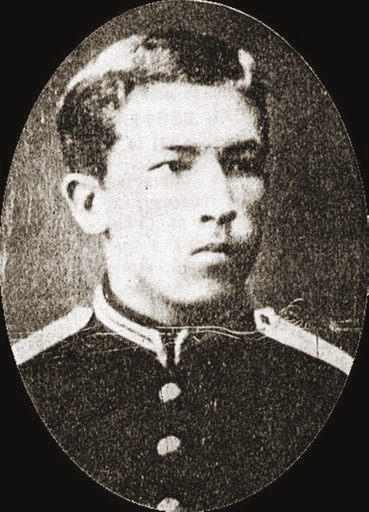
Кадет Лавр Корнилов

Трудолюбивый и способный Корнилов скоро стал одним из лучших учеников корпуса. Директор корпуса генерал Пороховщиков указывал в аттестации на юного кадета:
развит, способности хорошие, в классе внимателен и заботлив, очень прилежен… Скромен, правдив, послушен, очень бережлив, в манерах угловат. К старшим почтителен, товарищами очень любим, с прислугою обходителен
За успехи в учёбе Корнилову было присвоено звание вице-фельдфебеля. Со своим товарищем по корпусу С. М. Бигловым он перевёл на татарский язык учебник физики. В заключительной аттестации по прошествии 5 лет можно будет прочесть также:
скромен, откровенен, правдив. Трудолюбив и постоянно с охотою помогает товарищам в занятиях. Серьёзен. Послушен и строго исполнителен. (…) К родным относится с любовью и часто пишет им письма. Со старшими почтителен и приветлив. Товарищами очень любим и оказывает на них доброе влияние…
Сдав на отлично выпускные экзамены, Лавр получает право выбора военного училища для дальнейшего обучения. Любовь к математике и особые успехи в этом предмете определяют выбор Корнилова в пользу престижного (сюда традиционно стекались наиболее способные кадеты) Михайловского артиллерийского училища в Петербурге, куда он и поступает 29 августа 1889 года.

## Служба в Русской императорской армии

### Артиллерийское училище
Переезд из Омска в Петербург стал началом самостоятельной жизни 19-летнего юнкера. Отец уже не мог помогать Лавру деньгами, и Корнилов должен был сам зарабатывать себе на жизнь. Он давал уроки математики и писал статьи по зоогеографии, что приносило некоторый доход, из которого он умудрялся даже помогать своим престарелым родителям.
В Михайловском артиллерийском училище, как и в кадетском корпусе, учёба у Лавра шла на «отлично». Уже в марте 1890 года Корнилов получил звание унтер-офицера. Однако за поведение Лавр Георгиевич получал сравнительно низкие баллы, вследствие неприятной истории, произошедшей между ним и одним из офицеров училища, который позволил себе обидную бестактность в адрес Корнилова и неожиданно получил от гордого юнкера отпор. «Офицер был взбешён и уже сделал резкое движение, но невозмутимый юноша, сохраняя внешне ледяное спокойствие, опустил руку на эфес шпаги, давая понять, что за свою честь намерен стоять до конца. Увидевший это начальник училища генерал Чернявский немедленно отозвал офицера». Учитывая таланты и всеобщее уважение, которым пользовался Корнилов, этот проступок был ему прощён.
В ноябре 1891 года на последнем курсе училища Корнилов получил звание портупей-юнкера.
4 августа 1892 года Корнилов окончил дополнительный курс училища, что дало приоритет при распределении на службу, и заслуженно надел погоны подпоручика. Перед ним открылась перспектива службы в гвардии или в столичном военном округе, однако молодой офицер выбрал Туркестанский военный округ и получил назначение в 5-ю батарею Туркестанской артиллерийской бригады. Это было не только возвращением на его малую родину, но и служба на передовом стратегическом направлении при намечавшихся тогда конфликтах с Персией, Афганистаном и Великобританией.
В Туркестане помимо рутинной службы Лавр Георгиевич занимался самообразованием, просвещением солдат, изучал восточные языки. Однако неуёмная энергия и настойчивый характер Корнилова не позволили ему оставаться в поручиках, и через 2 года он подал рапорт на поступление в Академию Генерального штаба.

### Академия Генерального штаба

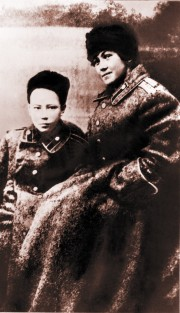
Дочь и сын генерала Корнилова

В 1895 году, блестяще сдав вступительные экзамены (средний балл 10,93, по 5 дисциплинам — из максимальных 12), Корнилов был зачислен в слушатели Николаевской академии Генерального штаба. Во время обучения в Академии в 1896 году Лавр Георгиевич женился на дочери титулярного советника Таисии Владимировне Марковиной, а через 1 год у них родилась дочь Наталья. В 1898 году, окончив Академию с малой серебряной медалью и «с занесением фамилии на мраморную доску с именами выдающихся выпускников Николаевской академии в конференц-зале Академии», досрочно получивший чин капитана (с формулировкой «за успешное окончание дополнительного курса») Корнилов вновь отказался от места в Петербурге и вновь выбрал службу в Туркестанском военном округе.

### Географические экспедиции
С 1898 по 1904 год капитан Корнилов служил в Туркестане помощником старшего адъютанта штаба округа, а затем — штаб-офицером для поручений при штабе. С риском для жизни, переодевшись туркменом, он провёл рекогносцировку британской крепости Дейдади в Афганистане. Совершил ряд длительных исследовательских и разведывательных экспедиций в Восточном Туркестане (Кашгарии), Афганистане и Персии, во время которых изучал край, встречаясь с китайскими чиновниками и предпринимателями, и одновременно налаживал агентурную сеть.
Написанная им по результатам этой работы книга «Кашгария, или Восточный Туркестан» принесла Корнилову успех, став весомым вкладом в географию, этнографию, военную и геополитическую науку. Этот труд был оценён и британскими специалистами, внимательно следившими за передвижениями русских в этом районе, и, согласно исследованиям М. К. Басханова, в картографический материал к английскому изданию «Военный отчёт по Кашгарии» (1907) вошли планы городов и укреплений Восточного Туркестана, опубликованные в работе Корнилова. Книга Корнилова «Кашгария, или Восточный Туркестан» ввиду важности содержавшихся в ней сведений была в извлечении переведена на английский язык и издана в штабе индо-британской армии.
Корниловым было написано и несколько военно-научных обзорных статей, в том числе статья «Сведения, касающиеся стран, сопредельных с Туркестаном», изданная штабом Туркестанского военного округа.
Служба капитана Корнилова в Туркестане не осталась неоценённой — за эти экспедиции он был награждён орденом Святого Станислава 3-й степени и вскоре направлен с новым заданием в малоизученные районы Восточной Персии.
«Степь отчаяния», по которой проходил беспримерный поход русских разведчиков под командованием капитана Л. Г. Корнилова — первых европейцев, прошедших этим путём — на современных описываемым событиям картах Ирана обозначалась белым пятном с отметкой «неисследованные земли»: «сотни вёрст бесконечных песков, ветра, обжигающих солнечных лучей, пустыня, где почти невозможно было найти воду, а единственной пищей были мучные лепёшки — все путешественники, пытавшиеся прежде изучить этот опасный район, погибали от нестерпимой жары, голода и жажды, поэтому британские исследователи обходили „Степь отчаяния“ стороной». Результатом похода капитана Корнилова стал богатейший географический, этнографический и военный материал, которые позднее Лавр Георгиевич стал широко использовать в своих очерках, публиковавшихся в Ташкенте и Санкт-Петербурге.

От Индии Россию отныне стало отделять 150 вёрст афганских гор… В 90-х годах нами был предпринят ряд рекогносцировок и небольших походов в Памир (наиболее значительный — полковника Ионова). В этих экспедициях впервые проявили себя капитаны Корнилов и Юденич.
— Керсновский А. А. [militera.lib.ru/h/kersnovsky1/11.html История русской армии]. — М.: Эксмо, 2006. — Т. 2. — ISBN 5-699-18397-3., глава XI
Кроме обязательных для выпускника Генерального штаба немецкого и французского языков, хорошо овладел английским, персидским, казахским, монгольским, калмыцким, китайским языками и урду.
С ноября 1903 по июнь 1904 года находился в Индии с целью «изучения языков и нравов народов Белуджистана», а фактически — для анализа состояния британских колониальных войск. За время этой экспедиции Корнилов посетил Бомбей, Дели, Пешавар, Агру (военный центр англичан) и другие районы, наблюдал за британскими военнослужащими, анализировал состояние колониальных войск, контактировал с британскими офицерами, которым уже было знакомо его имя. В 1905 году его секретный «Отчёт о поездке в Индию» был опубликован Генеральным штабом.
Именно в Туркестане раскрылись главные таланты Л. Г. Корнилова — разведчика и исследователя, как и у его предшественника казаха, российского военного разведчика-офицера Чокана Валиханова.
29 ноября 1906 года избран действительным членом Императорского Русского географического общества.

### Русско-японская война
В июне 1904 года подполковник Корнилов был назначен столоначальником Главного штаба в Петербурге, однако вскоре он добился перевода в действующую армию. С сентября 1904 по декабрь 1905 занимал должность штаб-офицера, затем — начальника штаба 1-й стрелковой бригады. Боевое крещение Лавра Георгиевича произошло во время Сражения при Сандепу с японской армией на Дальнем Востоке, в Маньчжурии. В феврале 1905 года проявил себя грамотным и отважным военачальником во время отступления от Мукдена, прикрывая отход российской армии и находясь с бригадой в арьергарде.
Окружённый японцами в деревне Вазые, Корнилов штыковой атакой прорвал окружение и вывел свою уже считавшуюся уничтоженной стрелковую бригаду с приданными ей частями, с ранеными и знамёнами, сохраняя полный боевой порядок, на соединение с армией.
Действия Лавра Георгиевича были отмечены многими орденами, в том числе орденом Святого Георгия 4-й степени («За личную храбрость и правильные действия» во время действий под Мукденом), и Георгиевским оружием; он был произведён в «чин полковника за боевые отличия».

### Служба в Главном управлении Генерального штаба
В начале января 1906 года Корнилов был назначен делопроизводителем управления генерал-квартирмейстера Генерального штаба, в ведении которого находились вопросы военного планирования и разведки на Азиатском театре войны. 4 мая 1906 года переведён в часть 3-го обер-квартирмейстера ГУГШ, где занимался вопросами стратегического планирования на Среднеазиатском театре военных действий (Восточная Персия, Афганистан, Британская Индия и Западный Китай). В этот период он был одним из главных разработчиков в ГУГШ военно-востоковедной реформы, направленной на совершенствование системы изучения сопредельных стран Востока и подготовки военно-востоковедных кадров. В июне—августе 1906 года Корнилов совершил поездки в Ташкент и Тифлис, где в штабах военных округов знакомился с вопросами постановки дела изучения офицерами восточных языков и готовил проект военно-востоковедной реформы.

### Военный агент в Китае
В 1907—1911 годах, имея репутацию специалиста-востоковеда, служил военным агентом в Китае. Изучал китайский язык, путешествовал, изучал быт, историю, традиции и обычаи китайцев. Намереваясь написать большую книгу о жизни современного Китая, Лавр Георгиевич записывал все свои наблюдения и регулярно отправлял подробные отчёты в Генеральный штаб и Министерство иностранных дел. Среди них интерес представляют, в частности, очерки «О полиции Китая», «Телеграф Китая», «Описание манёвров китайских войск в Маньчжурии», «Охрана императорского города и проект формирования императорской гвардии».
В Китае помогал прибывающим в командировку русским офицерам (в частности, полковнику Маннергейму), завёл связи с коллегами из разных стран, встречался с будущим президентом Китая из партии Гоминьдан — в то время молодым офицером — Чан Кайши.

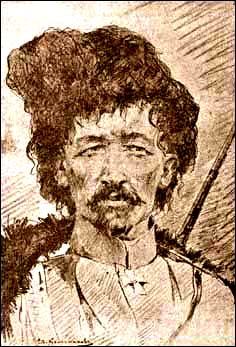
Корнилов в 1912 году

На новой должности Корнилов много внимания уделял перспективам взаимодействия России и Китая на Дальнем Востоке. Объездив почти все крупные провинции страны, Корнилов прекрасно понимал, что её военно-экономический потенциал ещё далеко не использован, а людские резервы слишком велики, чтобы с ними не считаться: «…будучи ещё слишком молодой и находясь в периоде своего формирования, армия Китая обнаруживает ещё много недостатков, но… наличное число полевых войск Китая представляет уже серьёзную боевую силу, с существованием которой приходится считаться как с вероятным противником…». В качестве наиболее показательных результатов процесса модернизации Корнилов отмечал рост железнодорожной сети и перевооружение армии, а также изменение отношения к военной службе со стороны китайского общества. Быть военным становилось престижно, для службы в армии требовали даже особые рекомендации.
В 1910 году полковник Корнилов был отозван из Пекина, однако в Петербург прибыл лишь через 5 месяцев, в течение которых совершил путешествие по Западной Монголии и Кашгарии с целью ознакомления с вооружёнными силами Китая на границах с Россией.
Деятельность Корнилова-дипломата этого периода была высоко оценена не только на Родине, где он получил Орден Святой Анны 2-й степени и другие награды, но и у дипломатов Британии, Франции, Японии и Германии, награды которых также не обошли русского разведчика.
Со 2 февраля 1911 года — командир 8-го пехотного Эстляндского полка, с 3 июня — начальник отряда в Заамурском округе Отдельного корпуса пограничной стражи (2 пехотных и 3 конных полка). После скандала, завершившегося отставкой начальника Заамурского округа ОКПС Е. И. Мартынова, назначен командиром бригады 9-й Сибирской стрелковой дивизии, расквартированной во Владивостоке.

### Первая мировая война
19 августа 1914 года Корнилов был назначен командиром 48-й пехотной дивизии (будущей «Стальной»), которая под его командованием сражалась в Галиции и в Карпатах в составе XXIV армейского корпуса 8-й армии генерала Брусилова (Юго-Западный фронт). Брусилов, не любивший Корнилова, позднее всё же отдаст ему должное в своих воспоминаниях:
Он всегда был впереди и этим привлекал к себе сердца солдат, которые его любили. Они не отдавали себе отчёта в его действиях, но видели его всегда в огне и ценили его храбрость.
В то же время Брусилов писал:
Странное дело, генерал Корнилов свою дивизию никогда не жалел: во всех боях, в которых она участвовала под его начальством, она несла ужасающие потери, а между тем офицеры и солдаты его любили и ему верили. Правда, он и себя не жалел, лично был храбр и лез вперёд очертя голову.
Солдаты же Корнилова буквально боготворили: командир относился с большим вниманием к их быту, требовал от офицеров отеческого отношения к нижним чинам, однако и требовал от них инициативности, чёткого исполнения приказов.
Генерал Деникин, чьи части во время наступления Брусилова наступали «рука об руку» с частями генерала Корнилова, так впоследствии характеризовал своего будущего сподвижника и единомышленника:
С Корниловым я встретился первый раз на полях Галиции, возле Галича, в конце августа 1914, когда он принял 48 пех. дивизию, а я — 4 стрелковую (железную) бригаду. С тех пор, в течение 4 месяцев непрерывных, славных и тяжких боёв, наши части шли рядом в составе XXIV корпуса, разбивая врага, перейдя Карпаты, вторгаясь в Венгрию. В силу крайне растянутых фронтов, мы редко виделись, но это не препятствовало хорошо знать друг друга. Тогда уже совершенно ясно определились для меня главные черты Корнилова — военачальника: большое умение воспитывать войска: из второсортной части Казанского округа он в несколько недель сделал отличнейшую боевую дивизию; решимость и крайнее упорство в ведении самой тяжёлой, казалось, обречённой операции; необычайная личная храбрость, которая страшно импонировала войскам и создавала ему среди них большую популярность; наконец, — высокое соблюдение военной этики, в отношении соседних частей и соратников, — свойство, против которого часто грешили и начальники, и войсковые части.
Во многих операциях армии Брусилова отличилась именно дивизия Корнилова.
«Корнилов — не человек, стихия», — говорил взятый корниловцами в плен австрийский генерал Рафт. В ноябре 1914 г. в ночном бою при Такошанах группа добровольцев под командованием Корнилова прорвала позиции неприятеля и, несмотря на свою малочисленность, захватила 1200 пленных, включая самого Рафта, потрясённого этой дерзкой вылазкой. Однако затем, вопреки приказанию командира 24-го корпуса генерала Цурикова, Корнилов с дивизией спустился с Карпат на Венгерскую равнину (через ныне Закарпатскую область Украины), где был сразу же отрезан венгерской гонведной дивизией. Дивизии Корнилова пришлось пробиваться назад по горным тропам, потеряв тысячи людей, включая несколько сот пленными, бросить батарею горных орудий, зарядные ящики и обоз. За это Брусилов хотел отдать Корнилова под суд и только по ходатайству Цурикова ограничился выговором в приказе по армии как Корнилову, так и Цурикову.
Вскоре после этого в ходе Лимановского сражения «Стальная» дивизия, перебрасываемая на самые тяжёлые участки фронта, разбила неприятеля в боях под Гоголевым и Варжише и дошла до Карпат, где заняла Крепну. В январе 1915 года 48-я дивизия заняла главный карпатский гребень на линии Альзопагон — Фельзадор, а в феврале Корнилов был произведён в генерал-лейтенанты, его имя получило широкую известность в армейской среде.

### Взятие Зборо, австро-венгерский плен и побег из плена

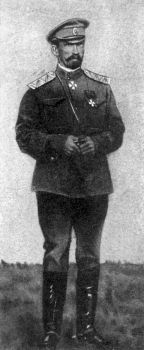

Взятие Зборо, расположенного на «высоте 650» и защищённого проволочными заграждениями и линиями окопов с укреплёнными огневыми точками, стало одной из самых блестящих операций, проведённых Корниловым. Накануне генерал тщательно готовил план операции, изучал план неприятельских укреплений и присутствовал на допросах пленных австрийцев. В результате штурм прошёл в точности по плану Корнилова: внезапно обрушившийся на высоту шквальный огонь русской артиллерии и фронтальная атака пехоты позволила главным ударным силам незамеченными обойти противника и обратить его в бегство. Взятие высоты 650 открывало русской армии дорогу на Венгрию.
В апреле 1915 года, прикрывая отступление Брусилова из-за Карпат перед австро-венгерской армией силами одной своей «Стальной» дивизии, генерал Корнилов, взявший на себя в момент гибели дивизии личное командование одним из батальонов, был дважды ранен в руку и ногу, и в числе всего лишь семи уцелевших бойцов батальона, в течение четырёх суток до конца пытавшихся прорваться к своим, в итоге (после упорного штыкового боя) Корнилов сам попал в австрийский плен.
Бои, данные превосходящим силам противника 48-й «Стальной» дивизией генерала Корнилова, позволили 3-й армии (в которую она была включена в составе 24-го корпуса генерала Цурикова) избежать полного разгрома.
Командир корпуса генерал Цуриков считал Корнилова ответственным за гибель 48-й дивизии и требовал суда над ним, однако командующий Юго-Западным фронтом генерал Иванов высоко оценил подвиг 48-й дивизии и направил Верховному главнокомандующему великому князю Николаю Николаевичу ходатайство «о примерном награждении остатков доблестно пробившихся частей 48-й дивизии и, особенно её героя, начальника дивизии генерала Корнилова». Уже 28 апреля 1915 года император Николай II подписал указ о награждении генерала Корнилова орденом Святого Георгия 3-й степени:
За то, что во время упорного сражения в Карпатах на р. Дукле 24 апр. 1915 г., когда командуемая им дивизия была окружена со всех сторон превосходным в силах противником, отважно пробивался по трупам заграждавшего дорогу неприятеля, чем дал возможность частям дивизии присоединиться к войскам своего корпуса.
После взятия в плен генерал Корнилов был в нескольких лагерях для военнопленных, после чего он был помещён в лагерь для высших офицеров неподалёку от Вены на территории нынешней Венгрии в местечке Кёсег. Залечив раны, он пытался бежать, но две первые попытки побега закончились неудачей. Корнилов смог бежать из плена только в июле 1916 года с помощью чеха Франтишека Мрняка, служившего в лагере помощником аптекаря. На поезде беглецы добрались до румыно-венгерской границы. Но Мрняк был схвачен, а сам Корнилов с помощью пастуха перешёл через линию фронта по горам до города Турну-Северин в Румынии.
В Ставке генерала принимает император и вручает ему орден Святого Георгия. Газеты и журналы публикуют портреты героя, статьи о нём и интервью с ним, Омский епископ шлёт телеграмму, в Петрограде чествуют юнкера родного Михайловского училища, земляки из станицы Каркаралинской присылают нательные крест и образок…
В сентябре 1916 года Л. Г. Корнилов, восстановив силы после пережитых событий, снова отбыл на фронт и был назначен командиром XXV армейского корпуса Особой армии генерала В. И. Гурко (Юго-Западный фронт).

## 1917 год

### Командование Петроградским военным округом
Вопрос о назначении генерала Корнилова на должность командующего войсками Петроградского военного округа был решён ещё императором Николаем II — кандидатура генерала была выдвинута начальником Главного штаба генералом Михневичем и начальником Особого отдела по назначению чинов армии генералом Архангельским в связи с необходимостью иметь в Петрограде во главе войск популярного боевого генерала, совершившего к тому же легендарный побег из австрийского плена — такая фигура могла умерить пыл противников императора. Телеграмма с ходатайством о назначении была отправлена в Ставку генералу Алексееву, поддержана им и удостоилась резолюции Николая II — «Исполнить». 2 марта 1917 года, на первом заседании самопровозглашённого Временного правительства Корнилов был назначен на ключевой пост главнокомандующего войсками Петроградского военного округа, взамен арестованного генерала С. С. Хабалова.

5 марта Корнилов прибыл в Петроград. По приказу Временного правительства и военного министра Гучкова Корнилов, как командующий Петроградским военным округом, объявил об аресте императрице и её семье в Царском Селе. Он пошёл на это с тем, чтобы попытаться в дальнейшем облегчить участь арестованных. И на самом деле, свидетели говорят о том, что: 
Генерал установил строгий порядок смены караулов, определил режим содержания во дворце, добился того, что караульная служба осуществлялась только под контролем штаба округа, а не местных самочинных комитетов и советов. Переводя режим охраны в ведение штаба Петроградского военного округа, Корнилов, по существу, спасал Царскую Семью и от бессудных действий и самочинных решений взбунтовавшегося местного гарнизона и от „самодеятельности“ петроградского Совета, считавшего себя всероссийской властью с первых же дней после возникновения

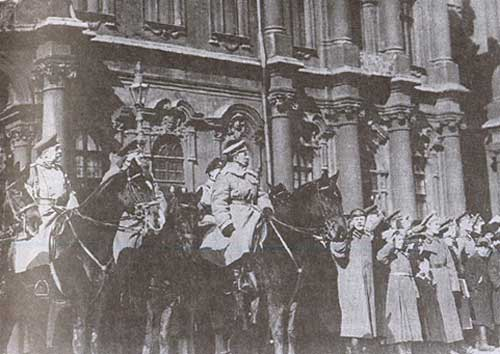
Командующий Петроградским военным округом генерал Л. Г. Корнилов принимает парад. Петроград. Весна 1917 г.

В ночь с 5 на 6 марта генерал Корнилов и военный министр Гучков были в первый раз приняты Александрой Фёдоровной. Именно об этом эпизоде свидетельствовал поручик 4-го Царскосельского стрелкового полка К. Н. Кологривов, писавший, что арест императрицы был произведён генералом Корниловым якобы в нарочито вызывающей грубой манере. Эта первая относящаяся к описываемым событиям встреча генерала с императрицей не носила характера «объявления об аресте» (хотя бы потому, что постановления об этом ещё не было принято) и целью своей имела ознакомление визитёров с положением охраняемых. Генерал Корнилов провёл личную инспекцию охраны императрицы и её семьи в первые же часы своего пребывания в должности командующего Петроградским военным округом. Свидетелями эпизода были также великий князь Павел Александрович, граф Бенкендорф и церемониймейстер, личный секретарь императрицы граф П. Н. Апраксин. В своём исследовании историк В. Ж. Цветков приходит к выводу о том, что, как опытный разведчик, генерал мог вести двойную игру: 
Нужно было любой ценой добиться защиты Царской Семьи и, с другой стороны, продемонстрировать представителям «новой власти» революционное поведение. Вероятно, что ради этого и была разыграна «сцена» формального «ареста»
Никаких унизительных для царской семьи действий, никакого оскорбительного поведения по отношению к императрице со стороны Корнилова проявлено не было.
Имеются и свидетельства современников, подчёркивающие высокое мнение Александры Фёдоровны, а также вдовствующей императрицы Марии Фёдоровны о Л. Г. Корнилове, например, это: «Александра Фёдоровна после объявления ей об аресте высказала удовлетворение, что это было сделано славным генералом Корниловым, а не кем-либо из членов нового правительства».
Второй раз генерал вместе с начальником Царскосельского гарнизона полковником Кобылинским был принят императрицей уже утром 8 марта. Полковник Е. С. Кобылинский отмечал очень корректное, почтительное отношение Корнилова к императрице. Приём Корнилова и Кобылинского отмечен в дневнике императрицы в записи от 8 марта. Именно во время этого приёма Корнилов сообщил императрице уже не об «охране», а об «аресте», а затем представил ей Кобылинского. Кобылинский также свидетельствовал, что он был единственным офицером, в присутствии которого Александре Фёдоровне сообщили о её аресте. Один из придворных чинов Царскосельского дворца граф П. Н. Апраксин, такими словами передал ответ императрицы Корнилову:
Я рада, что именно вы, генерал, объявили Мне об аресте, — сказала она Корнилову, когда тот прочёл Ей постановление Временного правительства, — так как вы сами испытали весь ужас лишения свободы

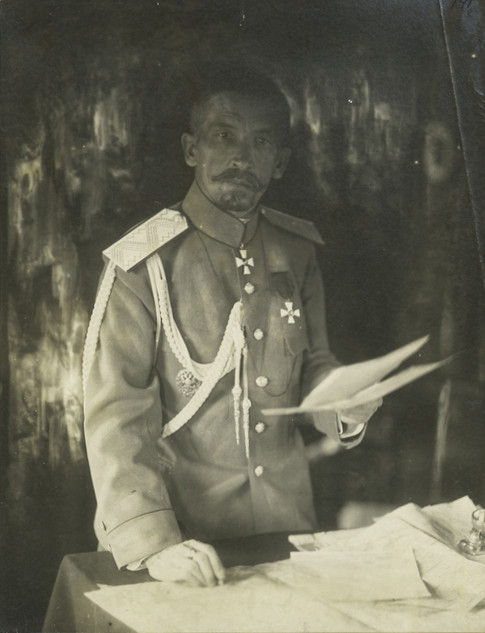
Лавр Корнилов в 1917 году

После этого была произведена смена дворцового караула: была сменена охранная стража из состава Сводно-Гвардейского полка стражей «арестной», после чего охрана была вновь, уже во второй раз, проинспектирована генералом Корниловым, о надёжности которой он рапортовал уже великому князю Павлу Александровичу.
Сам Корнилов глубоко переживал выполнение выпавшей на него тяжёлой обязанности. По воспоминаниям полковника С. Н. Ряснянского, находясь под арестом в Быхове, в сентябре 1917 года, генерал «в кругу только самых близких лиц поделился о том, с каким тяжёлым чувством он должен был, во исполнение приказа Временного правительства, сообщить Государыне об аресте всей Царской Семьи. Это был один из самых тяжёлых дней его жизни…»
Тем не менее, после ареста императрицы за Корниловым закрепилась репутация революционного генерала, а ортодоксальные монархисты так и не простили генералу его участия в этом эпизоде.
Генерал разрабатывал нереализованный проект создания Петроградского фронта, в состав которого должны были войти войска Финляндии, Кронштадта, побережья Ревельского укреплённого района и Петроградского гарнизона.
Работая совместно с военным министром А. И. Гучковым, Лавр Георгиевич разрабатывает ряд мер к стабилизации обстановки, стремясь оградить армию от разрушительного влияния Совета рабочих и солдатских депутатов, влияние которого на армию уже выразилось в печально знаменитом приказе № 1. Вывести разложившиеся гарнизонные и запасные части, как и ввести в город новые полки, было невозможно в связи со всё тем же приказом № 1. Гучкову и Корнилову оставалось лишь незаметно расставлять на важных постах своих людей. По свидетельству Гучкова, определённые успехи в этом были достигнуты: в военные училища и артиллерийские части назначались фронтовые офицеры, а сомнительные элементы удалялись со службы. В дальнейшем предполагалось создание Петроградского фронта, что дало бы возможность переукомплектовать существующие части и тем самым оздоровить их.
6 апреля 1917 года Совет наградил Георгиевским крестом унтер-офицера лейб-гвардии Волынского полка Т. И. Кирпичникова, первым начавшего бунт в своём полку в начале Февральской революции и убившего капитана Лашкевича.
Гучков свидетельствует, что генерал Корнилов до последнего надеялся договориться с представителями Совета. Но это ему не удалось, как не удалось и найти общий язык с солдатами Петроградского гарнизона. Деникин писал по этому поводу: «Его хмурая фигура, сухая, изредка лишь согретая искренним чувством речь, а главное, её содержание — такое далёкое от головокружительных лозунгов, выброшенных революцией, такое простое в исповедовании солдатских катехизисов, — не могли ни зажечь, ни воодушевить петроградских солдат».

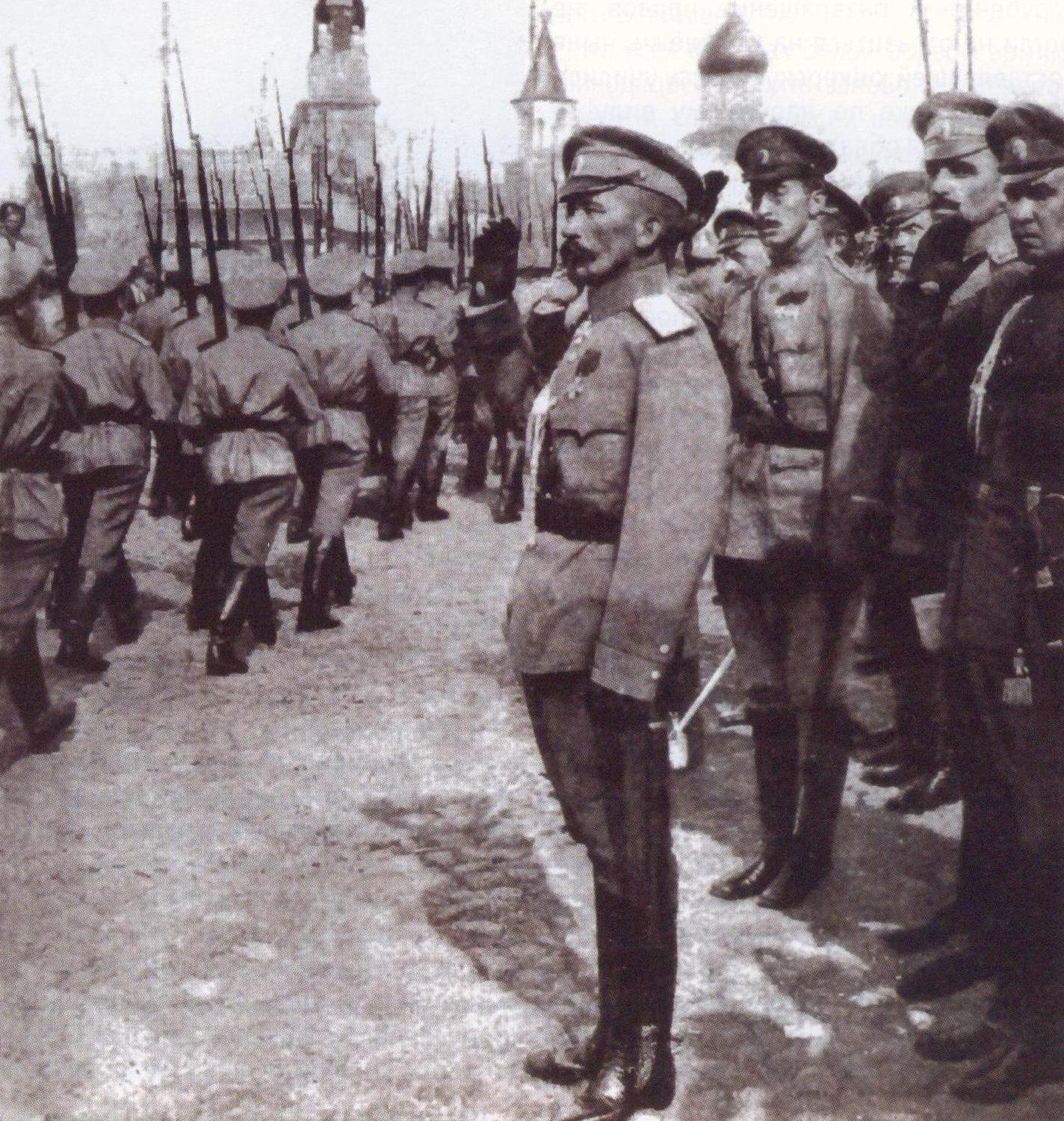
Главнокомандующий проводит смотр юнкеров, 1917 г.

### Командование 8-й армией
В конце апреля 1917 года генерал Корнилов отказывается от должности главнокомандующего войсками Петроградского округа, «не считая возможным для себя быть невольным свидетелем и участником разрушения армии… Советом рабочих и солдатских депутатов» и, в связи с подготовкой летнего наступления на фронте, его переводят на Юго-Западный фронт командующим 8-й армией, которая под его начальством добилась впечатляющих успехов в ходе июньского наступления войск Юго-Западного фронта.
В конце апреля 1917 года перед уходом в отставку военный министр А. И. Гучков хотел провести генерал-лейтенанта Корнилова на должность главнокомандующего Северным фронтом — самого распущенного и распропагандированного большевиками из всех русских фронтов, где существовали трудности в управлении и могла пригодиться «твёрдая рука» генерала Л. Г. Корнилова. К тому же должность главнокомандующего фронтом оставалась вакантной после ухода с неё генерала Рузского. Против этого категорически возражал ставший после отречения императора Верховным главнокомандующим генерал от инфантерии М. В. Алексеев, ссылаясь на недостаточный командный стаж генерала Корнилова и тот факт, что многие генералы, старше Лавра Георгиевича по производству и заслугам, ждут своей очереди. На следующий день Гучков прислал официальную телеграмму по вопросу назначения Корнилова. Алексеев пригрозил, что в случае, если назначение состоится, он сам уйдёт в отставку. Военный министр не решился рисковать отставкой Верховного главнокомандующего, о чём впоследствии, по некоторым данным, жалел. Описанный эпизод впоследствии зародил довольно сильную неприязнь между двумя генералами — он, как и ситуация с арестом в недалёком будущем Алексеевым корниловцев в Ставке после неудачи Корниловского выступления — даёт ключ к разгадке сложившихся весьма непростых взаимоотношений двух генералов.
Ознакомившись с положением на фронте, генерал Корнилов первым поднял вопрос об уничтожении солдатских комитетов и запрещении политической агитации в армии, учитывая, что армия в момент принятия её генералом Корниловым находилась в состоянии полного разложения.
19 мая 1917 года Корнилов приказом по 8-й армии разрешает, по предложению Генерального штаба капитана М. О. Неженцева, сформировать 1-й Ударный отряд из добровольцев (первая добровольческая часть в русской армии). За короткий срок трёхтысячный отряд был сформирован, и 10 июня генерал Корнилов произвёл ему смотр. Капитан Неженцев блестяще провёл боевое крещение своего отряда 26 июня 1917 года, прорвав австрийские позиции под деревней Ямшицы, благодаря чему был взят Калуш. 11 августа приказом Корнилова отряд был переформирован в Корниловский ударный полк. Знаки отличия чинов полка были дополнены буквой «К» на погонах — по фамилии шефа полка, и нарукавной полковой эмблемой с надписью «Корниловцы». Личной охраной Корнилова стал состоявший в основном из этнических туркмен Текинский конный полк.
В период командования Корниловым 8-й армией большую роль приобретает комиссар этой армии эсер М. М. Филоненко, служивший посредником между Корниловым и Временным правительством.

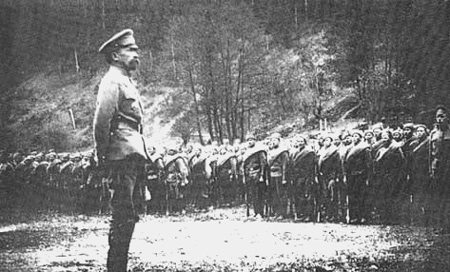
Генерал Корнилов перед войсками. 1917 г.

Через два дня после начала наступления армии, возглавляемой генералом Корниловым, 25 июня 1917 года его войска прорывают позиции 3-й австрийской армии Кирхбаха западнее Станиславова. Уже 26 июня разгромленные войска Кирхбаха бежали, увлекая за собой и подоспевшую им на помощь немецкую дивизию.
В ходе наступления армия генерала Корнилова прорвала австрийский фронт на протяжении 30 вёрст, взяла в плен 10 тыс. солдат противника и 150 офицеров, а также захватила около 100 орудий. Деникин в своих воспоминаниях позже напишет, что «Выход на Ломницу открывал Корнилову пути на Долину Стрый, и на сообщения армии графа Ботмера. Немецкая главная квартира считала положение главнокомандующего Восточным фронтом критическим».
Однако последовавший прорыв германцев на фронте 11-й армии — бежавшей перед немцами, несмотря на огромное своё превосходство в численности и технике вследствие своего развращения и развала из-за разлагающей революционной агитации — нивелировал первоначальные успехи русских армий.

После общей неудачи июньского наступления Русской армии и Тернопольского прорыва австро-германских войск генерал Корнилов, сумевший в сложнейшей ситуации удержать фронт, был произведён в генералы от инфантерии, а 7 июля назначен Керенским главнокомандующим армиями Юго-Западного фронта вместо генерала А. Е. Гутора и вечером того же дня направил Временному правительству телеграмму с описанием положения на фронте («Армия обезумевших тёмных людей… бежит…») и своими предложениями по исправлению положения (введение смертной казни и полевых судов на фронте). Генерал Брусилов противился этому назначению (но при этом 8 июля своей телеграммой подтвердил, что считает «безусловно необходимым немедленное проведение в жизнь мер, просимых генералом Корниловым»), однако Керенский настоял на назначении Корнилова: положение фронта было катастрофическим, 
…а Корнилов смел, мужественен, суров, решителен, независим и не остановится ни перед какими самостоятельными действиями, требуемыми обстановкой и ни перед какой ответственностью… По мнению Керенского, опасные в случае успеха качества идущего напролом Корнилова — при паническом отступлении могли принести только пользу. А когда мавр сделает своё дело, с ним можно ведь и расстаться…

### Верховный главнокомандующий

Генерал Корнилов на Московском государственном совещании

19 июля генерал от инфантерии Л. Г. Корнилов назначается Верховным главнокомандующим, сменив на этом посту генерала Брусилова, шедшего на поводу у солдатских комитетов, что вело к разложению армии и потере контроля над войсками, которые при малейшем натиске противника, массами покидали позиции и уходили в тыл. Лавр Георгиевич не сразу принимает эту должность, но прежде в течение трёх дней оговаривает условия, на которых готов согласиться принять её: невмешательство правительства в назначения на высшие командные должности, скорейшая реализация программы реорганизации армии, назначение генерала Деникина командующим Юго-Западным фронтом. После долгих переговоров сторонам удалось прийти к компромиссу, и Корнилов принял пост, делающий его вторым человеком в государстве, крупной политической фигурой, способной влиять на происходящие в стране события. Это назначение было встречено большой радостью в среде офицеров и консервативной публики. У них появился лидер, в котором видели надежду на спасение армии и России.
Для восстановления дисциплины в армии, по требованию генерала Корнилова Временное правительство вводит смертную казнь. Одной из мер, которые, по мнению Корнилова, могли радикально повысить боеспособность войск, было создание крупных национальных воинских формирований — в первую очередь, украинских: по мысли Корнилова, именно украинцы, непосредственно защищавшие свою родную землю, проявляли наибольшую стойкость и дисциплину в бою. В августе 1917 года по предложению Л. Г. Корнилова Скоропадский приступил к «украинизации» своего корпуса (104-й и 153-й пехотных дивизий). Решительными и суровыми методами, с применением в исключительных случаях расстрелов дезертиров, генерал Корнилов возвращает армии боеспособность и восстанавливает фронт. В этот момент генерал Корнилов в глазах многих становится народным героем, на него стали возлагаться большие надежды, и от него стали ждать спасения страны. Энергичная деятельность Корнилова на посту Верховного главнокомандующего за короткий срок позволила достичь определённых результатов: утихла разнузданность солдатских масс, офицерам стало удаваться поддерживать дисциплину. Однако, несмотря на успех подобных мер в смысле обеспечения некоторого порядка, меры Верховного командования не могли повлиять на усиливающийся поток пораженческой пропаганды законспирированных большевистских агитаторов в армии и представителей Временного правительства, пытавшихся заигрывать с низами армии во время своих коротких поездок на фронт.
Воспользовавшись своим положением Верховного главнокомандующего, генерал Корнилов предъявляет Временному правительству требования, известные как «Корниловская военная программа». В Москве на Государственном Совещании 13—15 августа генерал Корнилов в своём обширном докладе указал на катастрофическое положение на фронте, на губительное действие на солдатские массы законодательных мер, предпринимаемых Временным правительством, на продолжающуюся разрушительную пропаганду, сеющую в армии и стране анархию.
Бездействие власти в конечном счёте парализовало все немногие благие начинания Корнилова. В армии и на флоте всё оставалось неизменным, пока Временное правительство не сочло популярность в армии самого Корнилова слишком опасной для «революции».

### Корниловское выступление
КОРНИЛОВ

…Сын казака, казак…

Так начиналась — речь.

— Родина. — Враг. — Мрак.

Всем головами лечь.

Бейте, попы, в набат.

— Нечего есть. — Честь.

— Не терять ни дня!

Должен солдат

Чистить коня…

4 декабря 1917 г.

NB! Я уже тогда поняла, что это: «Да, и солдат должен чистить своих лошадей!» (Москва, лето 1917 г. — речь на Московском совещании) — куда дороже всего Керенского (как мы тогда говорили).

Стихотворение Марины Цветаевой, относящееся к описываемым событиям.
28 августа (10 сентября) 1917 года генерал Корнилов, незадолго до этого выступивший на Московском совещании (несмотря на попытки Керенского лишить Верховного главнокомандующего на этом совещании слова) с требованием «ликвидации анархии в стране», отказал Керенскому (накануне ложно обвинившего генерала Корнилова в измене с якобы имевшим место требованием о передаче «всей полноты гражданской и военной власти») в остановке продвижения на Петроград 3-го кавалерийского корпуса под командованием генерала Крымова, которое проводилось по требованию Временного правительства и было санкционировано Керенским.

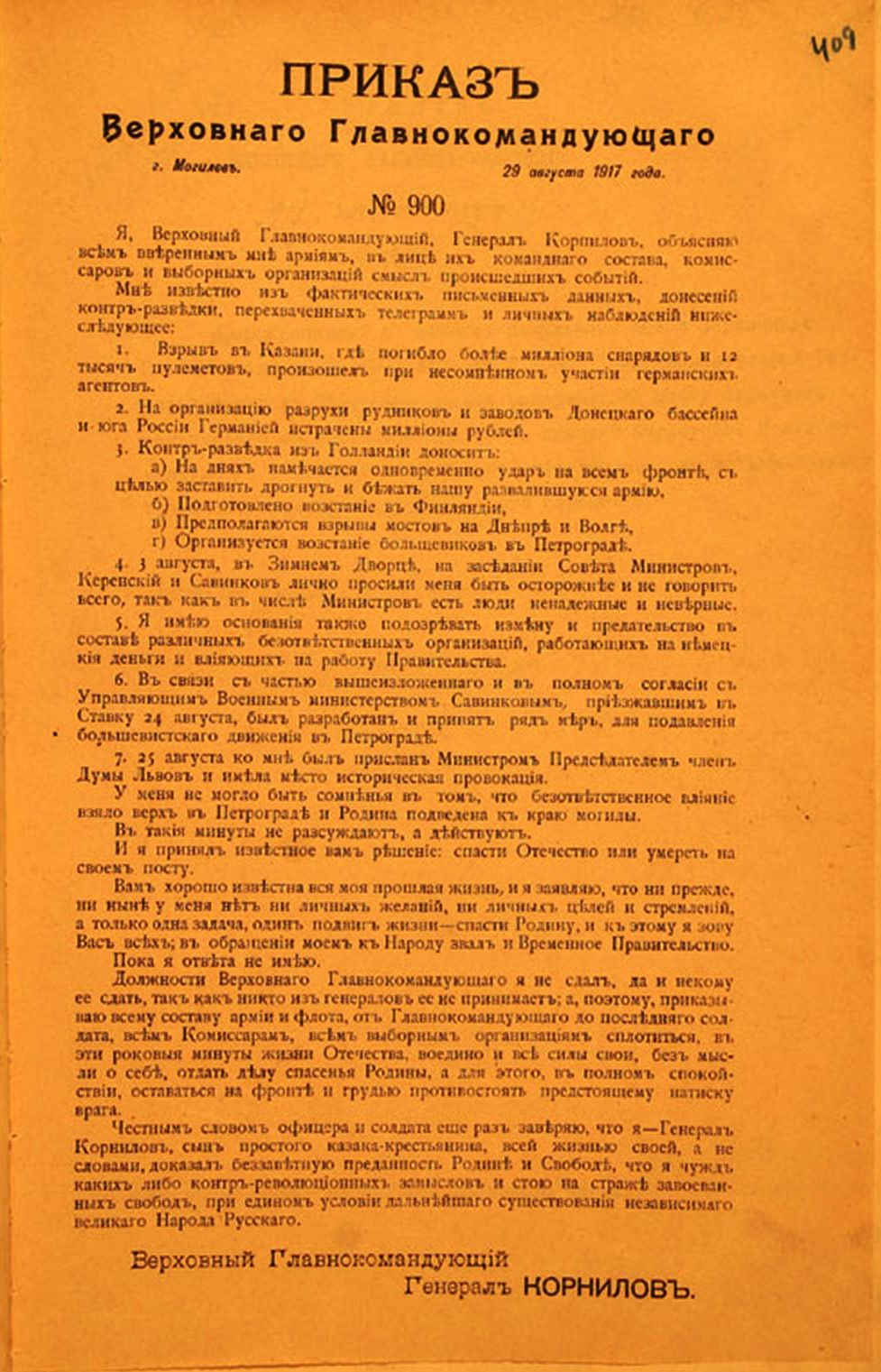
Приказ Верховного главнокомандующего генерала от инфантерии Л. Г. Корнилова с объяснением смысла происходящих событий («Корниловское выступление»). 29 августа 1917 года
КОРНИЛОВ
…Сын казака, казак…
Так начиналась — речь.
— Родина. — Враг. — Мрак.
Всем головами лечь.
Бейте, попы, в набат.
— Нечего есть. — Честь.
— Не терять ни дня!
Должен солдат
Чистить коня…
4 декабря 1917 г.
NB! Я уже тогда поняла, что это: «Да, и солдат должен чистить своих лошадей!» (Москва, лето 1917 г. — речь на Московском совещании) — куда дороже всего Керенского (как мы тогда говорили).
Стихотворение Марины Цветаевой, относящееся к описываемым событиям.

Этот корпус был направлен в столицу Временным правительством с целью окончательно (после подавления июльского мятежа) покончить с большевиками и взять под контроль ситуацию в столице:
20 августа Керенский, по докладу Савинкова, соглашается на «объявление Петрограда и его окрестностей на военном положении и на прибытие в Петроград военного корпуса для реального осуществления этого положения, т. е. для борьбы с большевиками».
А. Ф. Керенский, фактически сосредоточивший в своих руках правительственную власть, во время корниловского выступления очутился в трудном положении. Он понимал, что только суровые меры, предложенные Л. Г. Корниловым, могли ещё спасти экономику от развала, армию от анархии, Временное правительство освободить от советской зависимости и установить, в конце концов, внутренний порядок в стране.
Но А. Ф. Керенский также понимал, что с установлением военной диктатуры он лишится всей полноты своей власти. Добровольно отдавать её даже ради блага России он не захотел. К этому присоединилась и личная антипатия между министром-председателем А. Ф. Керенским и главнокомандующим генералом Л. Г. Корниловым, они не стеснялись высказывать своё отношение друг к другу
В ходе продвижения казаков генерала Крымова на Петроград Керенский получил от депутата Государственной думы Львова обсуждавшиеся им накануне с генералом Корниловым различные пожелания в смысле усиления власти. Однако Керенский совершил провокацию с целью очернить Верховного главнокомандующего в глазах общественности и устранить таким образом угрозу его личной (Керенского) власти:
«Было необходимо — говорит Керенский — доказать немедленно формальную связь между Львовым и Корниловым настолько ясно, чтобы Временное правительство было в состоянии принять решительные меры в тот же вечер… заставив Львова повторить в присутствии третьего лица весь его разговор со мной».
Для этой цели был приглашён помощник начальника милиции Булавинский, которого Керенский спрятал за занавеской в своём кабинете во время второго посещения его Львовым. Булавинский свидетельствует, что записка была прочтена Львову и последний подтвердил содержание её, а на вопрос, «каковы были причины и мотивы, которые заставили генерала Корнилова требовать, чтобы Керенский и Савинков приехали в Ставку», он не дал ответа.

Львов категорически отрицает версию Керенского. Он говорит: «Никакого ультимативного требования Корнилов мне не предъявлял. У нас была простая беседа, во время которой обсуждались разные пожелания в смысле усиления власти. Эти пожелания я и высказал Керенскому. Никакого ультимативного требования (ему) я не предъявлял и не мог предъявить, а он потребовал, чтобы я изложил свои мысли на бумаге. Я это сделал, а он меня арестовал. Я не успел даже прочесть написанную мною бумагу, как он, Керенский, вырвал её у меня и положил в карман».
После этого Керенский 27 августа (9 сентября) 1917 года объявляет генерала Корнилова мятежником.
27-го августа Керенский поведал стране о восстании Верховного главнокомандующего, причём сообщение министра-председателя начиналось следующей фразой: «26 августа генерал Корнилов прислал ко мне члена Государственной Думы В. Н. Львова с требованием передачи Временным правительством всей полноты военной и гражданской власти, с тем, что им по личному усмотрению будет составлено новое правительство для управления страной».

В дальнейшем Керенский, триумвират Савинков, Авксентьев и Скобелев, петроградская дума с А. А. Исаевым и Шрейдером во главе и советы лихорадочно начали принимать меры к приостановке движения войск Крымова…
Телеграммой без номера и за подписью «Керенский» Верховному главнокомандующему было предложено сдать должность генералу Лукомскому и немедленно выехать в столицу. Это распоряжение являлось незаконным и не подлежало обязательному исполнению — «Верховный главнокомандующий ни военному министру, ни министру-председателю, ни тем более товарищу Керенскому ни в какой мере подчинён не был». Керенский пытался назначить нового Верховного главнокомандующего, однако оба генерала-«кандидата» — Лукомский и Клембовский — отказались, причём первый из них в ответ на предложение занять должность «Верховного» открыто бросает Керенскому обвинение в провокации.
Генерал Корнилов приходит к заключению, что…
правительство снова подпало под влияние безответственных организаций и, отказываясь от твёрдого проведения в жизнь (его) программы оздоровления армии, решило устранить (его), как главного инициатора указанных мер
…и решает не подчиняться и должности Верховного главнокомандующего не сдавать.
Считая ложью начавшие поступать из Петрограда различные правительственные воззвания, генерал Корнилов обращается с воззваниями к армии, народу, казакам, в которых описывает со своей позиции ход событий и провокацию председателя правительства.
28 августа (10 сентября) 1917 года генерал Корнилов отказывает Керенскому в его требовании остановить движение на Петроград отправленного туда по решению Правительства и с согласия Керенского 3-го конного корпуса генерала Крымова и решает
выступить открыто и, произведя давление на Временное правительство, заставить его:
1. исключить из своего состава тех министров, которые по имеющимся (у него) сведениям были явными предателями Родины;
2. перестроиться так, чтобы стране была гарантирована сильная и твёрдая власть
воспользовавшись для этого ранее уже отправленным на Петроград по требованию Керенского 3-м конным корпусом и даёт его командующему — генералу Крымову соответствующее указание.
29 августа (11 сентября) 1917 года Керенский издаёт указ об отчислении от должностей и предании суду «за мятеж» генерала Корнилова и его старших сподвижников.
Генерал Крымов застрелился после личной встречи с Керенским в Петрограде, а в отсутствие командира революционные агитаторы легко распропагандировали казаков и остановили продвижение 3-го кавалерийского корпуса на Петроград.
Генерал Корнилов отказывается от предложений покинуть Ставку и «бежать». Не желая кровопролития в ответ на уверения в верности от преданных ему частей
— Скажите слово одно, и все корниловские офицеры отдадут за вас без колебания свою жизнь…
генерал ответил:
Передайте Корниловскому полку, что я приказываю ему соблюдать полное спокойствие, я не хочу, чтобы пролилась хоть одна капля братской крови.
Генерал от инфантерии М. В. Алексеев, желая спасти корниловцев, соглашается «взять позор на свою седую голову» — стать начальником штаба главнокомандующего при «Главковерхе»-Керенском — чтобы спасти корниловцев, производит арест генерала Корнилова и его сподвижников в Ставке 1 сентября 1917 года и отправляет арестованных в Быховскую тюрьму, где обеспечивает для заключённых безопасность. По свидетельству командира Корниловского ударного полка Генерального штаба капитана М. О. Неженцева, «встретились они [Алексеев и Корнилов] чрезвычайно трогательно и по-дружески». Несмотря на очевидное желание генерала Алексеева помочь быховским узникам, этот эпизод оказался недопонятым генералом Корниловым, и впоследствии уже на Дону весьма негативно сказался на отношениях двух генералов-руководителей молодой Добровольческой армии. Генерала Корнилова, без сомнения, также должна была ранее огорчать чрезвычайная осторожность генерала Алексеева в плане поддержки выступления, сочувствовавшего желанию генерала Корнилова навести порядок в армии и стране, однако публично не соглашавшегося ни по одному пункту по причине отсутствия веры в успех рискованного мероприятия.

Тотчас после этого (через неделю) генерал Алексеев уходит в отставку с поста начальника штаба при Верховном главнокомандующем — Керенском; об этом кратком, всего несколько дней, периоде своей жизни генерал говорил впоследствии всегда с глубоким волнением и скорбью, на его место Керенский назначает генерала Духонина. Своё отношение к корниловцам Михаил Васильевич выразил в письме редактору «Нового времени» Б. А. Суворину таким образом: 
Россия не имеет права допустить готовящегося в скором времени преступления по отношению её лучших, доблестных сынов и искусных генералов. Корнилов не покушался на государственный строй; он стремился, при содействии некоторых членов правительства, изменить состав последнего, подобрать людей честных, деятельных и энергичных. Это не измена родине, не мятеж…
Победа Керенского в этом противостоянии стала прелюдией большевизма, ибо она означала победу Советов, в среде которых большевики уже занимали преобладающее положение, и с которыми правительство Керенского было способно вести лишь соглашательскую политику.
Как отмечает историк Иоффе, поражение Корнилова в противостоянии с Керенским произошло из-за отсутствия поддержки партийно-политических сил.

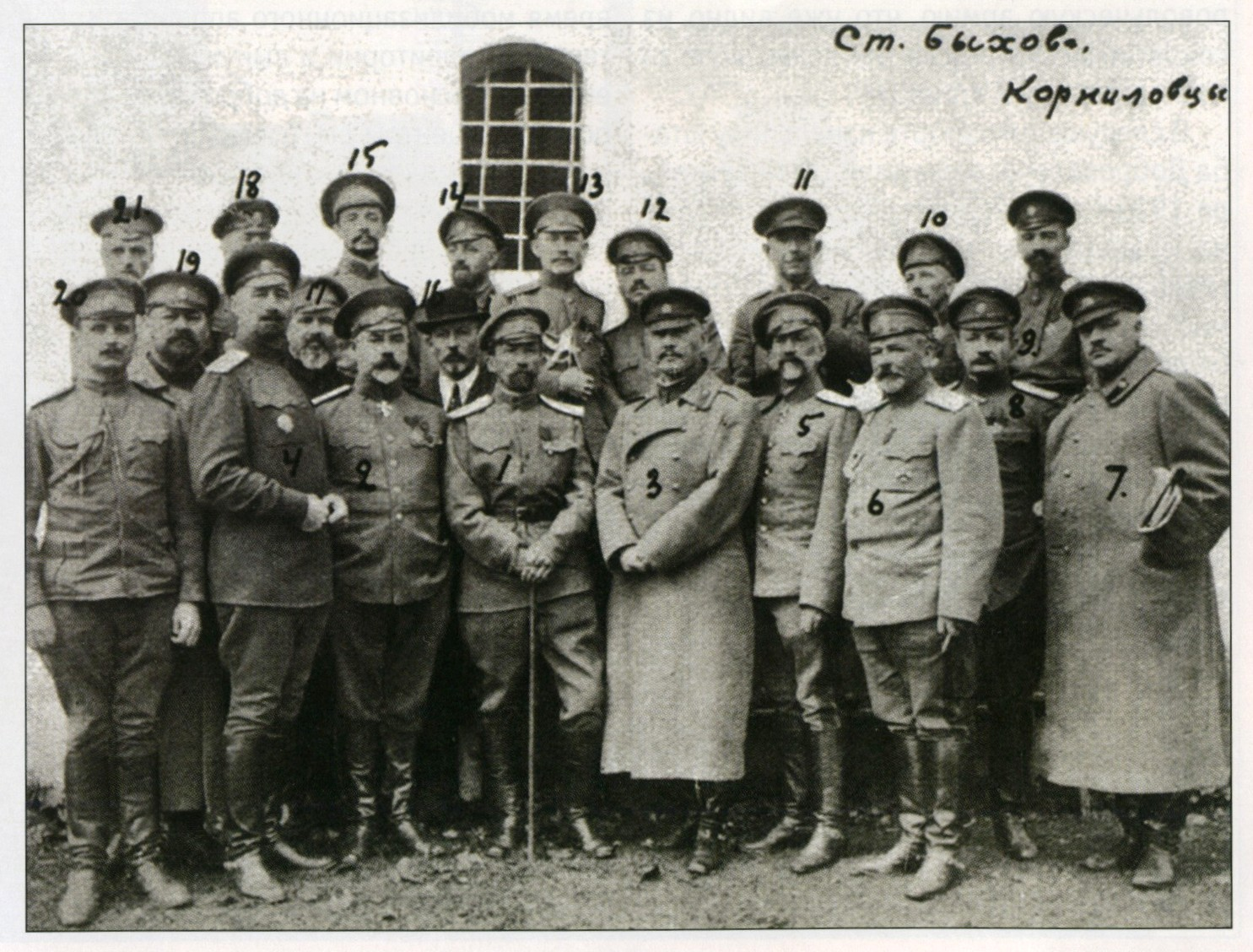
Группа арестованных генералов и офицеров во главе с Корниловым в период быховского заточения. Номерами отмечены: 1. Л. Г. Корнилов. 2. А. И. Деникин. 3. Г. М. Ванновский. 4. И. Г. Эрдели. 5. Е. Ф. Эльснер. 6. А. С. Лукомский. 7. В. Н. Кисляков. 8. И. П. Романовский. 9. С. Л. Марков. 10. М. И. Орлов. 11. Л. Н. Новосильцев. 12. В. М. Пронин. 13. И. Г. Соотс. 14. С. Н. Ряснянский. 15. В. Е. Роженко. 16. А. П. Брагин. 17. И. А. Родионов. 18. Г. Л. Чунихин. 19. В. В. Клецанда. 20. прапорщик С. Ф. Никитин. Осень 1917 года

После неудачи своего выступления Корнилов был арестован, и период с 1 (14) сентября 1917 года по ноябрь того же года генерал и его сподвижники провели под арестом в белорусском Могилёве и Быхове. Сначала арестованных поместили в гостинице «Метрополь» в Могилёве. Вместе с Корниловым в Могилёве были арестованы также его начальник штаба генерал Лукомский, генерал Романовский, полковник Плющевский-Плющик, Аладьин, несколько офицеров генерального штаба и весь исполком союза офицеров.
Одновременно Временным правительством были освобождены большевики, в том числе Троцкий, арестованные за попытку июльского переворота.
Внутреннюю охрану арестованных нёс сформированный Корниловым Текинский полк, что обеспечивало их безопасность. Для расследования произошедшего была назначена следственная комиссия (председатель — главный военный прокурор Шабловский, члены комиссии — военные следователи Украинцев, фон Раупах и Колосовский). Керенский и Петросовет требовали военно-полевого суда над Корниловым и его сторонниками, однако члены следственной комиссии относились к арестованным вполне благожелательно.
9 (22) сентября 1917 года в знак солидарности с генералом Корниловым подали в отставку министры-кадеты.

### Быховское сидение
Часть арестованных, не принимавших активного участия в корниловском выступлении (генералы Тихменев, Плющевский-Плющик), была освобождена следственной комиссией, остальные же были переведены в Быхов и помещены в здание женской гимназии от старого католического монастыря. В Быхов были перевезены Корнилов, Лукомский, Романовский, генерал Кисляков, капитан Брагин, полковник Пронин, прапорщик Никитин, полковник Новосильцев, есаул Родионов, капитан Соетс, полковник Ряснянский, подполковник Роженко, Аладьин, Никоноров.
Другая группа арестованных сторонников Корнилова: генералы Деникин, Марков, Ванновский, Эрдели, Эльснер и Орлов, капитан Клецанда (чех), чиновник Будилович — находились в заключении в Бердичеве. Председателю следственной комиссии Шабловскому удалось добиться их перевода в Быхов.
Корнилову для проживания была отведена отдельная комната. Он давал показания следственной комиссии, вёл переписку с военными и общественными деятелями, в том числе искал помощь для оставшихся без денег семей офицеров и верных ему текинцев. Совместно с другими арестованными Корнилов составил «Быховскую программу», основными пунктами которой стали установление сильной правительственной власти вплоть до Учредительного собрания, укрепление дисциплины в армии, победа в войне. Тем временем работа следственной комиссии не подтверждала «мятежа» генерала в августе 1917 года.
После Октябрьского восстания в Петрограде стало ясно, что большевики вскоре отправят отряд для занятия Ставки. Оставаться в Быхове не имело смысла. Новый председатель следственной комиссии полковник фон Раупах (И. С. Шабловский был вынужден скрыться), основываясь на данных следствия, к 18 ноября (1 декабря) 1917 года освободил всех арестованных, кроме пятерых (Корнилова, Лукомского, Романовского, Деникина и Маркова).
19 ноября (2 декабря) 1917 года в Могилёв прибыл генерал-майор Одинцов, командированный Генеральным штабом с ведома Совнаркома «для ориентации Ставки в обстановке в Петрограде для соглашения Ставки с Петроградом». После встречи генерала Одинцова с выступавшим от Ставки поручиком В. Шнеуром генерал передал назначенному Совнаркомом главнокомандующим Н. В. Крыленко, что «Ставка сдаётся» и он «может свободно приехать для вступления в должность». В тот же день генерал Духонин распорядился выпустить из тюрьмы в Быхове всех пятерых остававшихся в заключении генералов. На следующий день Духонин был забит насмерть солдатами прямо в штабном вагоне Крыленко, у него на глазах и при невмешательстве личной охраны.
Корнилов решил идти на Дон походным порядком со своим Текинским полком. Большевикам удалось выследить путь движения полка, и он был обстрелян с бронепоезда. После переправы через реку Сейм (вблизи современной границы РФ и Украины) полк попал в плохо замёрзший болотистый район и потерял много лошадей. После этого Корнилов отпустил текинцев, решив, что без него им будет идти безопаснее, и, переодевшись крестьянином, с подложным паспортом, отправился один по железной дороге. 6 (19) декабря 1917 года Корнилов прибыл в Новочеркасск. Разными путями и другие «быховские узники» прибыли на Дон, где приступили к формированию Добровольческой армии для борьбы с большевиками.

Во время заключения Верховного главнокомандующего в Быховской тюрьме Керенский как-то сказал следующую фразу, характеризующую как морально-этические аспекты ведения политики министра-председателя, так и его планы в отношении будущего генерала Корнилова: 
Корнилов должен быть казнён; но когда это случится, приду на могилу, принесу цветы и преклоню колена перед русским патриотом.
Генерал Романовский — один из генералов, арестованных вместе с генералом Корниловым — говорил впоследствии: «Могут расстрелять Корнилова, отправить на каторгу его соучастников, но „корниловщина“ в России не погибнет, так как „корниловщина“ — это любовь к Родине, желание спасти Россию, а эти высокие побуждения не забросать никакой грязью, не втоптать никаким ненавистникам России».

## Белое дело

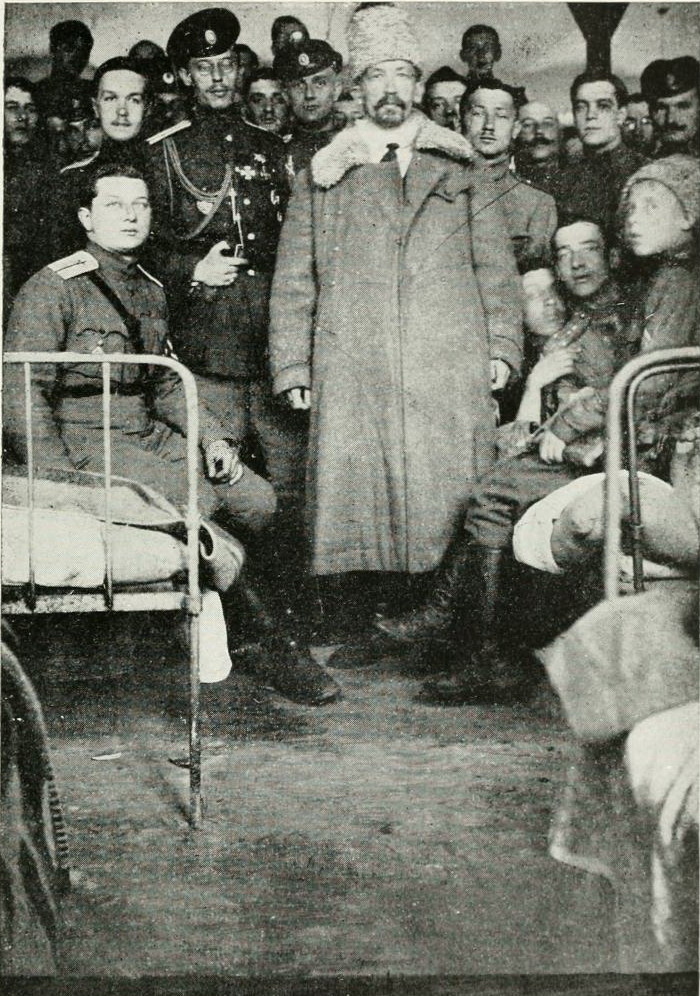
Генерал Корнилов с офицерами Корниловского полка. Слева от Корнилова — М. О. Неженцев. Новочеркасск. 1918 г.

Корнилов стал соорганизатором Добровольческой армии на Дону. После переговоров с генералом Алексеевым и приехавшими на Дон представителями московского Национального центра было решено, что Алексеев примет на себя заведование финансовыми делами и вопросами внешней и внутренней политики, Корнилов — организацию и командование Добровольческой армией, а Каледин — формирование Донской армии и все дела, касающиеся донских казаков. Корнилов стал вождём армии, её духовным лидером. Советский историк Иоффе признаёт, что, будучи русским патриотом, Корнилов направлял свои дела к величию России.
По просьбе Корнилова Алексеевым был командирован в Сибирь генерал Флуг с целью объединения антибольшевистских организаций в Сибири.

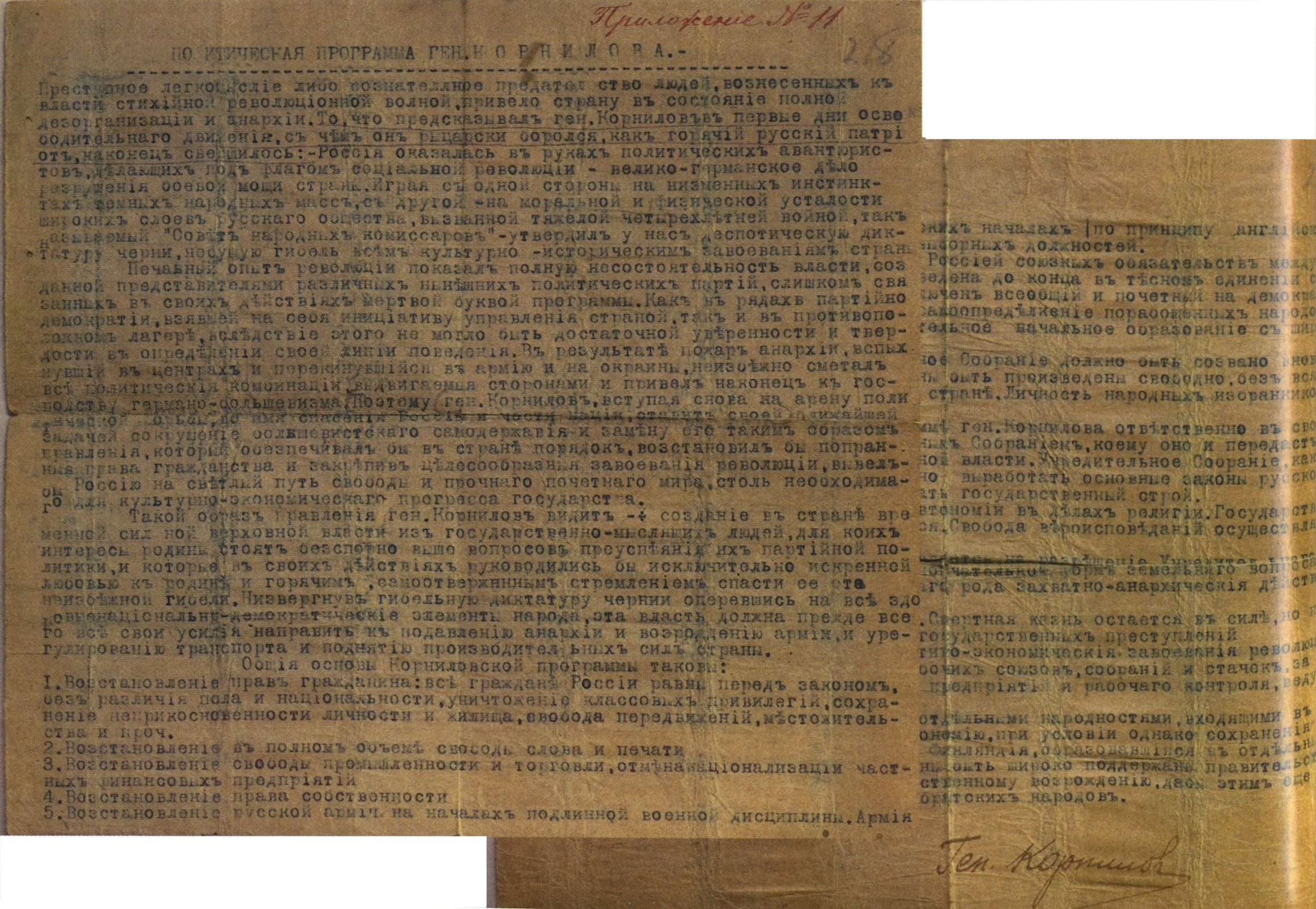
Политическая программа, подписанная лично генералом Л. Г. Корниловым, которую тайно провёз в Сибирь В. Е. Флуг.

### Первый Кубанский поход
9 (22) февраля 1918 года Корнилов во главе Добровольческой армии выступил в Первый Кубанский поход.
Развитие событий на Дону (отсутствие поддержки со стороны казачества, победа советов, гибель командира единственной боеспособной части у атамана генерала Каледина полковника Чернецова, а затем — и самоубийство самого атамана) вынудило Добровольческую армию выступить на Екатеринодар. Бывший Верховный главнокомандующий в этом походе командовал армией, равной по численности полку. Среди немногочисленных гражданских лиц с армией в походе Корнилов разрешил быть и члену партии социалистов-революционеров еврею-агитатору Баткину, что вызвало недовольство части офицеров.
«Ледяной поход» проходил в неимоверно тяжёлых погодных условиях и в беспрерывных стычках с красноармейскими отрядами. Несмотря на превосходство красных войск, генералу Корнилову удалось с почти ежедневными ожесточёнными боями, резко меняя направление движения, вывести Добровольческую армию (около 4 тысяч человек) на соединение с отрядом Кубанского правительства под командованием генерала В. Л. Покровского.

### О жёстком ведении войны
В советской историографии довольно часто приводятся слова генерала Корнилова, сказанные им в начале Ледяного похода: «Я даю вам приказ, очень жестокий: пленных не брать! Ответственность за этот приказ перед Богом и русским народом я беру на себя!». Современный историк и исследователь Белого движения В. Ж. Цветков обращает внимание в своей работе, что никакого оформленного «приказа» с подобным содержанием ни в одном из источников не обнаружено. Упоминание об этом устном приказе есть только у А. Суворина, единственного, кто успел издать свой труд «по горячим следам» — в Ростове в 1919 году:
Первым боем армии, организованной и получившей своё нынешнее название [ Добровольческой ], было наступление на Гуков в половине января. Отпуская офицерский батальон из Новочеркасска, Корнилов напутствовал его словами, в которых выразился точный его взгляд на большевизм: по его мнению, это был не социализм, хотя бы самый крайний, а призыв людей без совести людям тоже без совести к погрому всего трудящегося и государственного в России [в оценке «большевизма» Корнилов повторял его типичную оценку многими тогдашними социал-демократами, например, Плехановым]. Он сказал: «Не берите мне этих негодяев в плен! Чем больше террора, тем больше будет с нами победы!» Впоследствии он к этой суровой инструкции прибавил: «С ранеными мы войны не ведём!»…
В белых армиях смертные приговоры военно-полевых судов и приказы отдельных начальников приводились в исполнение комендантскими управлениями, что, однако, не исключало участия в расстрелах пленных красноармейцев добровольцев из числа строевых чинов. Во время «Ледяного похода», по свидетельству Н. Н. Богданова — участника этого похода:
Взятые в плен, после получения сведений о действиях большевиков, расстреливались комендантским отрядом. Офицеры комендантского отряда в конце похода были совсем больными людьми, до того они изнервничались. У Корвин-Круковского появилась какая-то особая болезненная жестокость. На офицерах комендантского отряда лежала тяжёлая обязанность расстреливать большевиков, но, к сожалению, я знал много случаев, когда под влиянием ненависти к большевикам, офицеры брали на себя обязанности добровольно расстреливать взятых в плен. Расстрелы были необходимы. При условиях, в которых двигалась Добровольческая армия, она не могла брать пленных, вести их было некому, а если бы пленные были отпущены, то на другой день сражались бы опять против отряда.
Тем не менее, подобные действия на белом Юге, как и на других территориях в первой половине 1918 г., не носили характера государственно-правовой репрессивной политики белых властей, они проводились военными в условиях «театра военных действий» и соответствовали повсеместно сложившейся практике «законов военного времени».

Другой очевидец событий — ставший впоследствии известным корниловцем А. Р. Трушнович, так описывал эти обстоятельства: в отличие от большевиков, на знамёнах армии Корнилова были начертаны лозунги законности и правопорядка, поэтому она стремилась избегать реквизиций и излишних кровопролитий. Однако обстоятельства боевых действий вынудили добровольцев в определённый момент начать отвечать жестокостью на зверства большевиков: 
Под станицей Гниловской большевики убили раненых корниловских офицеров и сестру милосердия. Под Лежанкой был взят в плен и заживо закопан в землю разъезд. Там же большевики вспороли живот священнику и волокли его за кишки по станице. Их зверства всё умножались, и чуть ли не каждый корниловец имел среди своих близких замученных большевиками. В ответ на это корниловцы перестали брать пленных… Это подействовало. К сознанию непобедимости Белой армии присоединился страх смерти
По словам участника и очевидца событий генерала Деникина, большевиками с самого начала гражданской войны был задан её характер: истребление; белый генерал пишет, что причиной убийств и мучений, чинимых советской властью, были в основном отнюдь не ожесточение, появляющееся непосредственно во время боя; причина зверств находилась в контексте влияния возводившей террор в систему «руки сверху», которая видела в таких мерах «единственное средство сохранить своё существование и власть над страной».
9 (22) февраля 1918 года Добровольческая армия оставила Ростов-на-Дону и выступила в Первый Кубанский «Ледяной» поход.
Питер Кенез, американский историк-исследователь Гражданской войны в России, приводит в своей работе сведения о терроре большевиков, обрушившемся на оставленный добровольцами Ростов. По приказу красного командующего Сиверса должны были быть казнены все имеющие отношение к Добровольческой армии, приказ распространялся и на всех взрослых (с 14 лет), записавшихся в армию генерала Корнилова, однако, не ушедших с ней в поход на Кубань.
О жестокости со стороны рядовых добровольцев во время «Ледяного похода» вспоминал один из участников похода, когда писал о имевших порой место и бессудных расправах добровольцев над захваченными в плен:

Все большевики, захваченные нами с оружием в руках, расстреливались на месте: в одиночку, десятками, сотнями. Это была война «на истребление».

Ушаков и Федюк пишут, что Деникин подчёркивал, что «диапазон» понимания большевизма большей частью добровольцев «имел весьма широкие размеры» и крайняя жестокость, с самого начала характеризовавшая поведение белых, во многом обусловила их конечное поражение в Гражданской войне. По мнению авторов книги Ушакова и Федюка: «…жестокость добровольцев была оборотной стороной их легендарной храбрости».
По данным исследователя Белого движения на Юге России В. П. Федюка, Корниловым было составлено воззвание к жителям Ставрополья, предупреждавшее о возможности применения к ним ответных жёстких мер, в случае нападения на офицеров Добровольческой армии:
«На всякий случай предупреждаю, что всякое враждебное действие по отношению к добровольцам и действующим вместе с ними казачьим отрядам повлечёт за собой самую крутую расправу, включая расстрел всех, у кого найдётся оружие, и сожжение селений».
По мнению Федюка, эти заявления свидетельствуют, «что речь шла именно о терроре, то есть насилии, возведённом в систему, преследующем цель не наказания, но устрашения»:
Р. Гуль, писатель и очевидец событий с белой стороны, в своей книге «Ледяной поход» описал события в казачьей станице Лежанка. Корниловцы, потеряв при штурме всего 3 человек убитыми и 17 ранеными, устроили массовые расстрелы, оставив за собой 507 трупов.[значимость факта?] После боя за станицу нескольких офицеров-артиллеристов, командовавших батареей красных, от расстрела на месте спасло вмешательство Корнилова, который приказал предать их военно-полевому суду. Суд счёл обвинения недоказанными, офицеров простили и включили в состав армии:316. Участник событий Н. Н. Богданов описал пример спасения лично Корниловым обречённых на расстрел пленных красноармейцев.

### Гибель

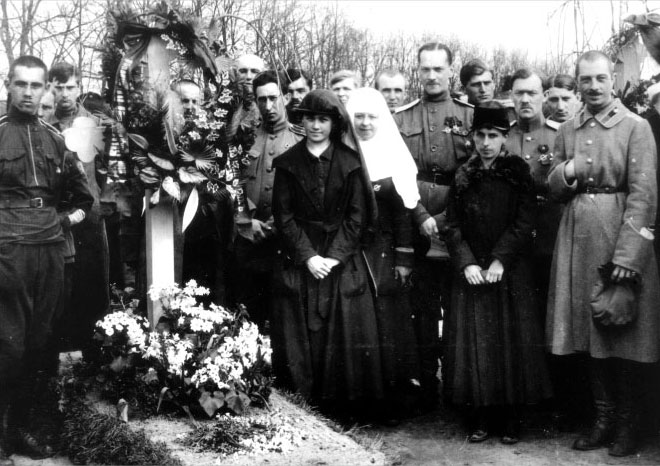
Первопоходники у могилы генерала Корнилова

Погиб при штурме Екатеринодара (ныне Краснодара) 13 апреля 1918 года. «Неприятельская граната, — писал генерал А. И. Деникин, — попала в дом только одна, только в комнату Корнилова, когда он был в ней, и убила только его одного. Мистический покров предвечной тайны покрыл пути и свершения неведомой воли».
Р. Б. Гуль в книге «Ледяной поход» писал — "На улице — адъютант Корнилова подпоручик Долинский — «Виктор Иванович! Скажите… когда же это?… как?…» Он рассказывает: «Вы знаете — штаб был в хате на открытом поле. Уж несколько дней они вели пристрелку, и довольно удачно… Мы говорили генералу. Он не обращал никакого внимания… „Хорошо, после“. Последний день кругом всё изрыли снарядами… поняли, что здесь штаб, подъезжают ведь конные, с донесениями, толпятся люди. Ну, вот один из таких снарядов и ударил прямо в хату, в комнату, где был генерал. Его отбросило об печь. Переломило ногу, руку. Мы с Хаджиевым вынесли на воздух. Но ничего уж сделать нельзя было. Умер, ни слова не сказал, только стонал…»
Смерть Корнилова вынудила Добровольческую армию прекратить штурм и отступить обратно на Дон.
Во время отступления в ночь на 2 (15) апреля гроб с телом Корнилова был тайно захоронен в немецкой колонии Гнадау (в воспоминаниях Деникина А. И. ошибочно поименовано как Гначбау).

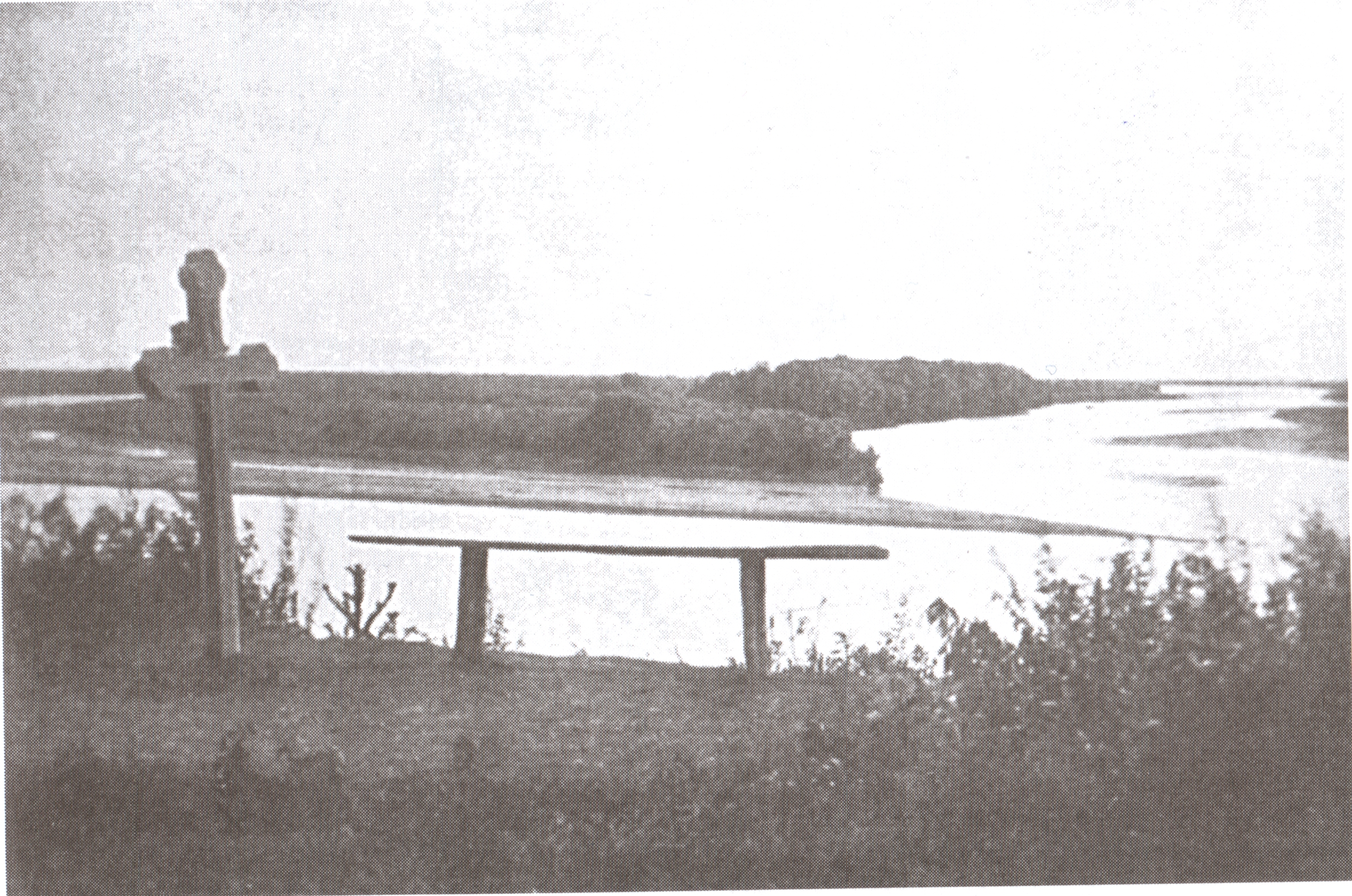
Место, где скончался генерал Корнилов

### Судьба тела генерала Корнилова
На следующий день, 3 (16) апреля 1918 г., большевики, занявшие Гначбау, первым делом бросились искать якобы «зарытые кадетами кассы и драгоценности», случайно отрыли могилу и отвезли тело генерала в Екатеринодар, где оно было сожжено.

В документе Особой комиссии по расследованию злодеяний большевиков говорилось: 
Отдельные увещания из толпы не тревожить умершего человека, ставшего уже безвредным, не помогли; настроение большевистской толпы повышалось… С трупа была сорвана последняя рубашка, которая раздиралась на части и обрывки разбрасывались кругом… Несколько человек оказались уже на дереве и стали поднимать труп… Но тут же верёвка оборвалась, и тело упало на мостовую. Толпа всё прибывала, волновалась и шумела… После речи с балкона стали кричать, что труп надо разорвать на клочки… Наконец отдан был приказ увезти труп за город и сжечь его… Труп был уже неузнаваем: он представлял из себя бесформенную массу, обезображенную ударами шашек, бросанием на землю… Наконец, тело было привезено на городские бойни, где его сняли с повозки и, обложив соломой, стали жечь в присутствии высших представителей большевистской власти… В один день не удалось окончить этой работы: на следующий день продолжали жечь жалкие останки; жгли и растаптывали ногами.

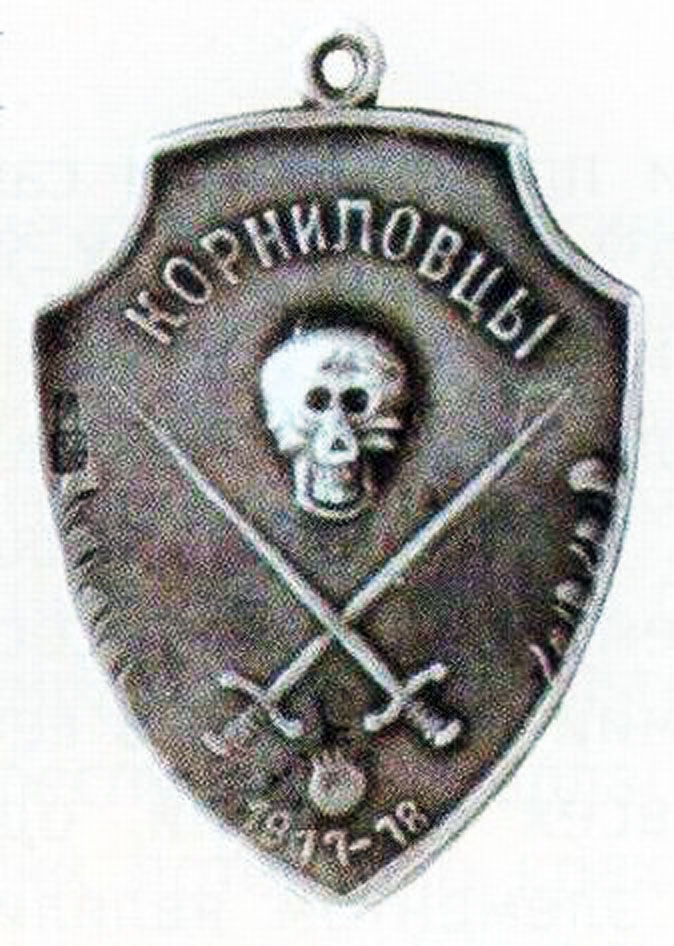
Жетон «Память выставки генерала Корнилова», 1919 год

Панихида по генералу Корнилову. Екатеринодар, «Ферма»

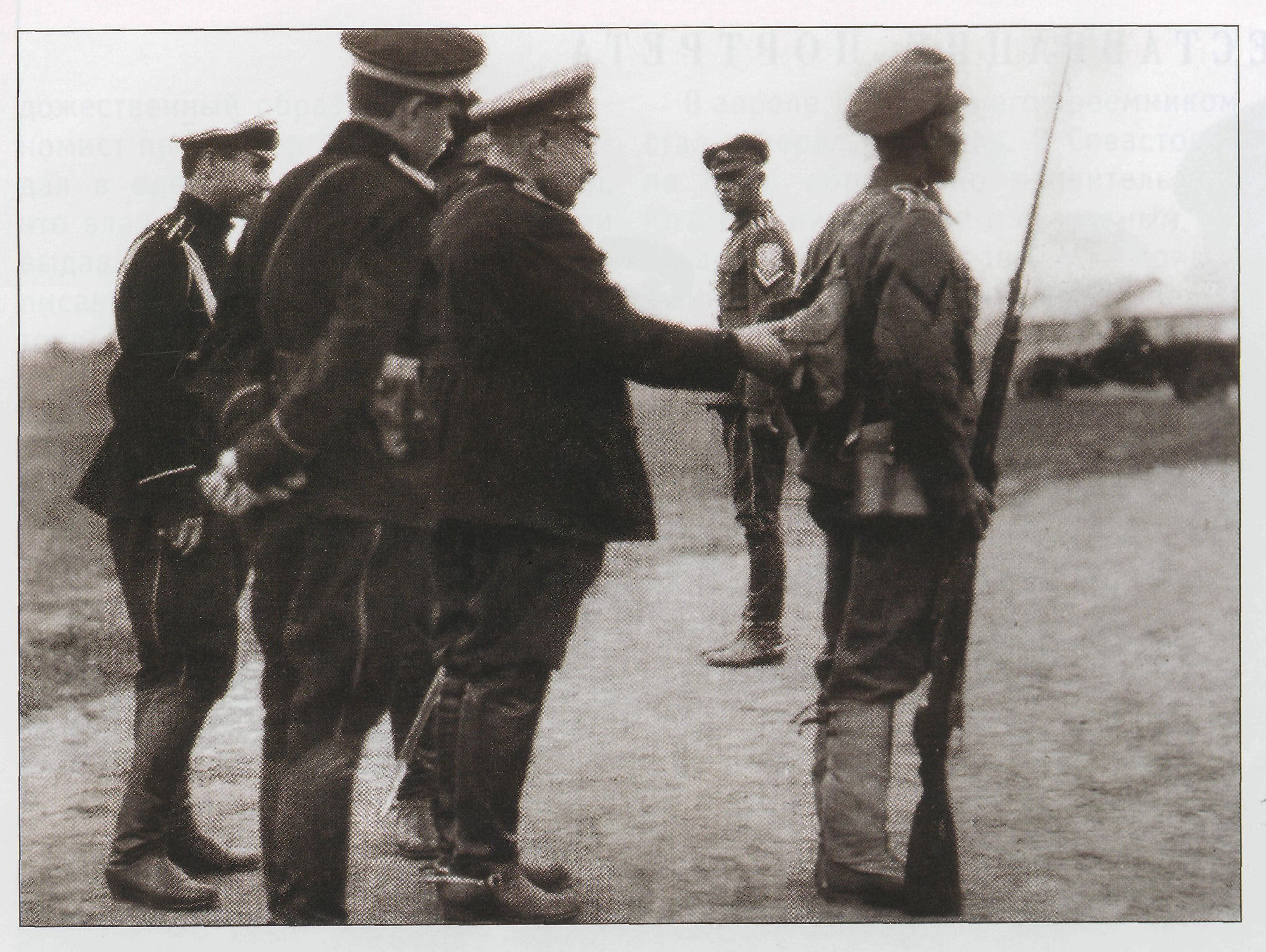
Проверка Корниловского полка командующим. У ближнего солдата на правом рукаве виден ударный шеврон, у дальнего — на левом рукаве полковая эмблема.

Памятник генералу Корнилову в Краснодаре.

О том, что большевики вырыли тело генерала из могилы и затем, после длительного таскания по городу, его уничтожили, в Добровольческой армии известно не было. После взятия через 4 месяца армией генерала Деникина Екатеринодара в ходе Второго Кубанского похода, 6 августа 1918 г., было назначено торжественное перезахоронение генерала Корнилова в усыпальнице кафедрального собора.
Организованные раскопки обнаружили лишь гроб с телом полковника Неженцева. В разрытой же могиле Л. Г. Корнилова был ими обнаружен лишь кусок соснового гроба.
Таисия Владимировна — жена Лавра Георгиевича, приехавшая на похороны супруга и надеявшаяся увидеть его хотя бы мёртвым, обвинила генералов Деникина и Алексеева в том, что тело погибшего Главнокомандующего Добровольческой армии не вывезли вместе с армией и отказалась присутствовать на панихиде — горе вдовы было очень тяжело. Она ненамного пережила мужа и вскоре скончалась 20 сентября 1918 г. — через 6 месяцев после мужа. Её похоронили рядом с фермой, где был убит Корнилов. На месте гибели генерала Корнилова — ему и его жене — добровольцами были поставлены два деревянных креста.

### Память

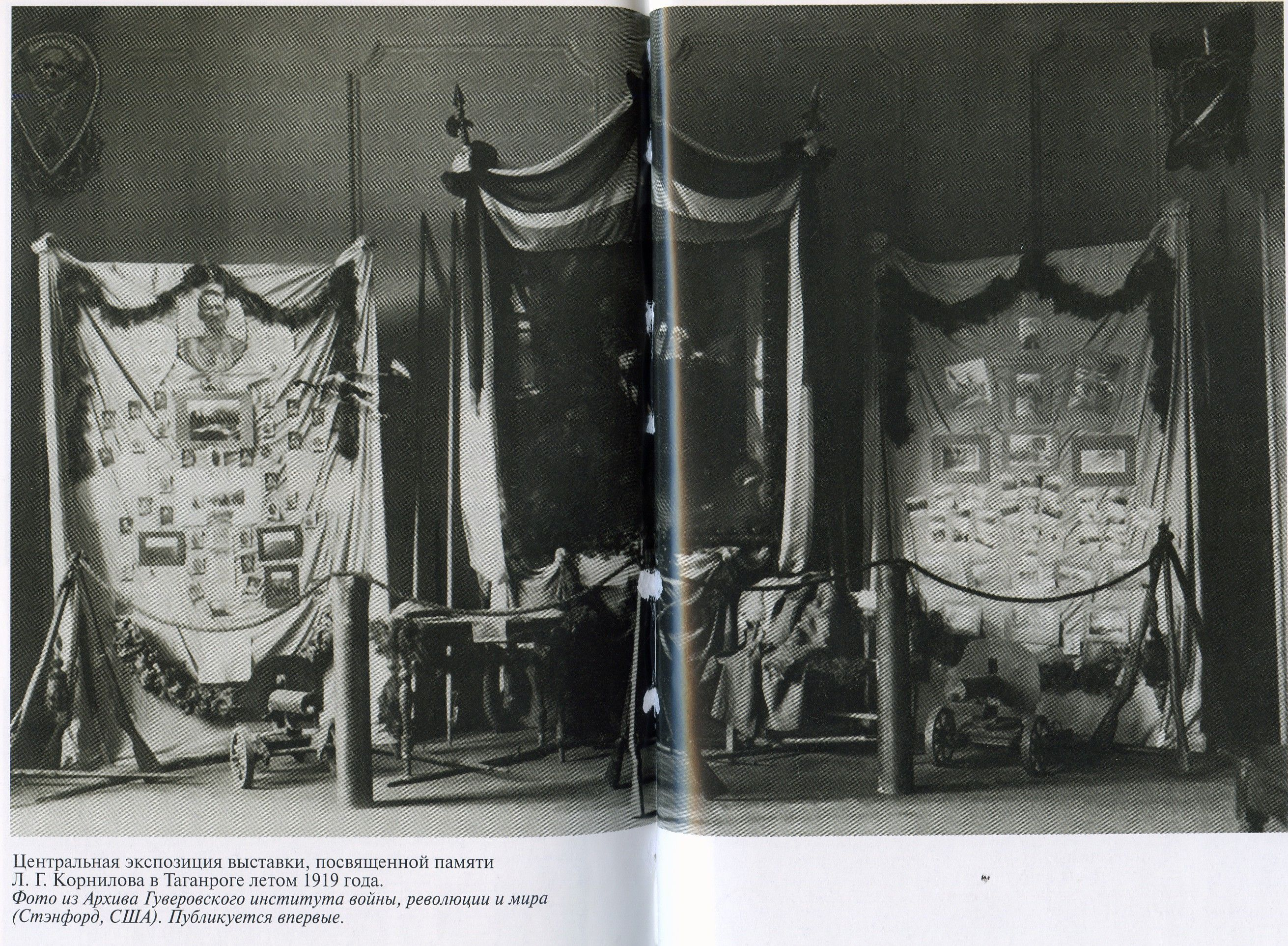
Экспозиция передвижной выставки, посвящённой Корнилову. Таганрог, лето 1919 года

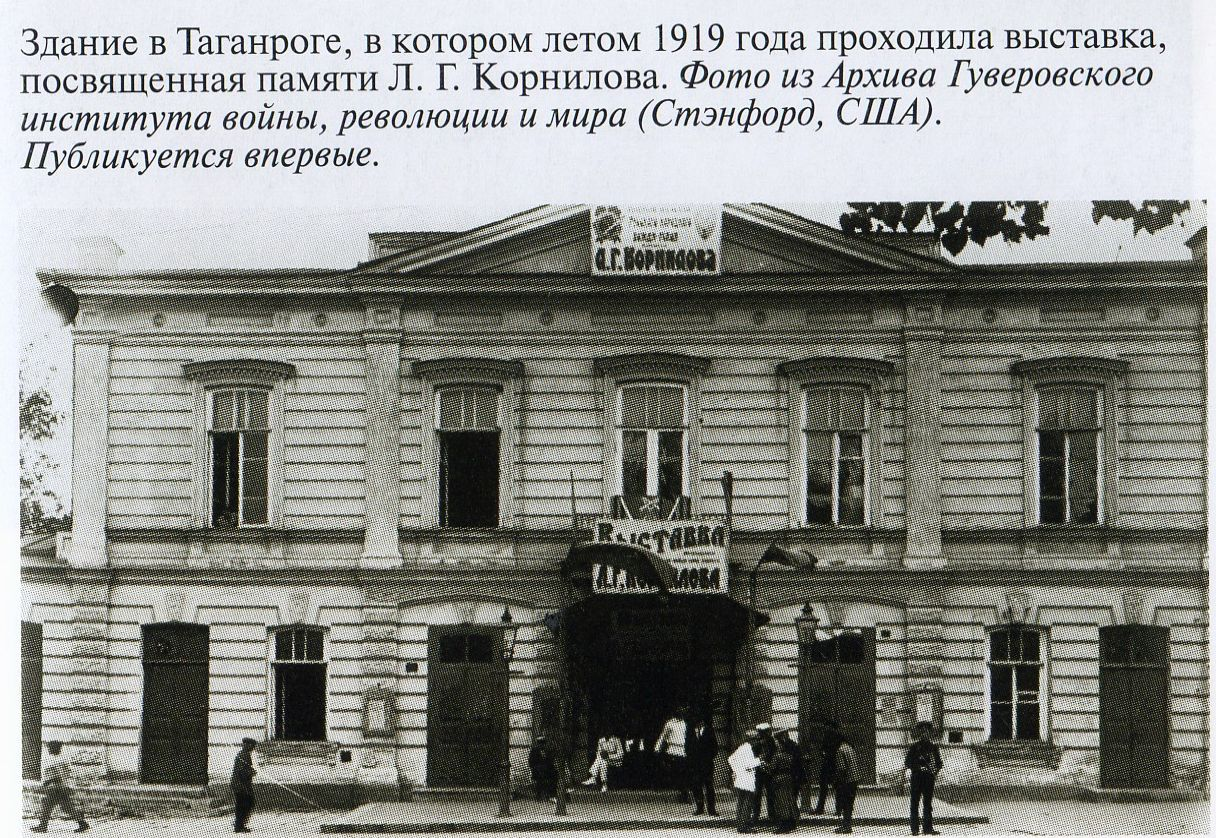
Здание Таганрогского театра, в котором летом 1919 года проходила выставка памяти Корнилова

- 3 октября 1918 года командующий Добровольческой армией генерал Деникин учредил «Знак отличия Первого Кубанского похода». Было зарегистрировано 3689 его участников. Знаком № 1 посмертно наградили генерала Лавра Георгиевича Корнилова (он был торжественно вручён его дочери)[83].

Как констатирует современный историк В. Ж. Цветков, гибель генерала Корнилова не стала концом Белого движения на юге России: Добровольческая армия выстояла в тяжелейшие дни «Ледяного похода», и сделала имя генерала символом высокого патриотизма и самозабвенной любви к Родине. В Зарубежье его подвиги вдохновляли русскую молодёжь, так в 1930 году, Организационное бюро по подготовке учредительного съезда Национально-трудового союза нового поколения (НТСНП) отмечало:

Нашим знаменем должен быть образ генерала Корнилова и мы должны помнить, что в борьбе с большевизмом под национальным флагом нет места ни партийности, ни классам.

- В 1919 году на ферме, где погиб Главнокомандующий Добровольческой армии, создан Музей генерала Корнилова, а вблизи — на берегу Кубани, была устроена символическая могила Лавра Георгиевича. Рядом находилась могила Таисии Владимировны — супруги генерала.
- Кроме того, уже летом 1919 года в Омске велась подготовка к установке памятника генералу Корнилову вблизи здания кадетского корпуса. Музей и могилы большевики уничтожили в 1920 году. Ферма сохранилась[26].
- В сентябре 1919 года бронепалубный крейсер «Кагул» переименован в «Генерал Корнилов».
- В 2004 году Русским общевоинским союзом (РОВС) на острове Русский установлена мемориальная доска на доме, в котором жил Л. Г. Корнилов.
- В 2004 году городская администрация города Краснодара (в 1918 году — Екатеринодар) приняла решение о воссоздании музейной экспозиции, посвящённой генералу Корнилову и Белому движению[26].
- Памятник в Краснодаре. Установлен 13 апреля 2013 года[84][85]. Ежегодно на этом месте проводятся Корниловские поминовения[86][87].
- Фарфоровая скульптура Корнилов Л. Г. серии «Герои Первой мировой войны». (Создана в 2015 году. Автор скульптуры Белусь Т. К., автор росписи Ширина В. В., материал: фарфор, надглазурная и подглазурная роспись, позолота). Скульптурная экспозиция размещена в музее Дулёвского фарфорового завода.

## Награды
- Орден Святого Станислава 3-й степени (1901)
- Орден Святой Анны 3-й степени (1903)
- Орден Святого Станислава 2-й степени (1904)
- Орден Святого Георгия 4-й степени (08.09.1905)
- мечи к ордену Святого Станислава 2-й степени (1906)
- Золотое оружие «За храбрость» (09.05.1907)
- Орден Святой Анны 2-й степени (06.12.1909)
- Орден Святого Владимира 3-й степени с мечами (1914)
- Орден Святого Станислава 1-й ст. с мечами (ВП 20.03.1915)
- Орден Святой Анны 1-й степени с мечами (17.10.1915)
- Орден Святого Георгия 3-й степени (28.04.1915)
- Военный крест с пальмовой ветвью (Франция)
- Знак отличия 1-го Кубанского (Ледяного) похода № 1 (посмертно)

## Военные чины и звания
- портупей-юнкер (11.1891)
- подпоручик (4.08.1892)
- поручик (1895)
- штабс-капитан (1897)
- капитан (1898: досрочно)
- подполковник (1901)
- полковник (01.1906: «за боевые отличия»)
- генерал-майор (26.12.1911)
- генерал-лейтенант (15.02.1915)
- генерал от инфантерии (27.06.1917)

## Семья
Члены семьи Лавра Георгиевича Корнилова:
- Жена — Таисия Владимировна Корнилова (28.01.1874—20.09.1918), урождённая Марковина, дочь титулярного советника Владимира Михайловича Марковина. Брак заключён в 1896 г.
  - Дочь — Наталья Лавровна Шапрон дю Ларре (Корнилова) (20.02.1897, Санкт-Петербург — 24.01.1983, Брюссель, Бельгия[89]). Была замужем за генерал-майором Алексеем Генриховичем Шапрон дю Ларре (1883—1947, Брюссель, Бельгия).
    - Внук — Лавр Алексеевич Шапрон дю Ларре (1932—2000, Париж, Франция).

  - Сын — Дмитрий Лаврович Корнилов (13.06.1905, Санкт-Петербург[90] — 22.12.1906, Санкт-Петербург), скончался во младенчестве от туберкулёзного воспаления мозговых оболочек.
  - Сын — Георгий (Юрий) Лаврович Корнилов (22.11.1906, Санкт-Петербург — июнь 1987, Лос-Анджелес, США). В 1932 г. в Нью-Йорке женился на Наталье Багаевой (03.06.1913, Воронеж—2003, Лос-Анджелес, США).
    - Две внучки, одну из которых звали Наталья.

## Фото
- Корнилов Л. Г., фото 1916. — РОП

## Сочинения
- Краткий отчёт о поездке по Северной Монголии и Западному Китаю. РГВИА. Ф. 1396. Оп. 6. Д. 149. Л. 39—60.
- Военные реформы Китая и их значение для России. РГВИА. Ф. 2000. Оп. 1. Д. 8474.
- Справка по вопросу об изучении офицерами восточных языков. РГВИА. Ф. 2000. Оп. 1. Д. 955. Л. 29—38 об.
- Очерк административного устройства Синь-Цзяна. Сведения касающиеся стран, сопредельных с Туркестанским военным округом (СССТВО0), 1901, вып. XXVI.
- Вооружённые силы Китая в Кашгарии. СССТВО, 1902, вып. XXXII—XXXIII.
- Поездка в Дейдади. Общий очерк. Прибавление к «Сборнику географических, топографических и статистических материалов по Азии» (СМА), 1902, № 6.
- Сеистанский вопрос. Туркестанские Ведомости, 1902, № 41 (то же. — СССТВО, 1903, вып. XXXIX).
- Кашгария или Восточный Туркестан. Опыт военно-статистического описания. Ташкент: Тип. Штаба Туркестанского военного округа, 1903.
- Сообщение, сделанное в Военном собрании Туркестанского военного округа 7 марта 1903 г. Укреплённые пункты в сопредельных с округом областях Китая, Персии и Афганистана. Туркестанские Ведомости, 1903, № 22 (то же. — СССТВО, 1903, вып. XLV, XLVII).
- Историческая справка по вопросу о границах Хорасана с владениями России и Афганистана. СССТВО, 1904, вып. LX (то же. — СМА, 1905, вып. LXXVIII).
- Нушки-Сеистанская дорога. Маршрутное описание Нушки-Сеистанской дороги (участок Кала-и-Рабат — Кветта). СМА, 1905, вып. LXXVIII.
- Отчёт о поездке по Индии. СПб.: Воен. тип., 1905. — (Добавление к Сборнику материалов по Азии, № 8). — С. 1—90.
- Вооружённые силы Китая. Иркутск: Тип. Штаба Иркутского военного округа. 1911.